# Ponce Pilate
Cet article concerne le préfet de Judée. Pour le film sur le préfet de Judée, voir Ponce Pilate (film).
Pour les articles homonymes, voir Ponce (homonymie) et Pilate.
 (mars 2021).
- Si vous ne connaissez pas le sujet, laissez ce bandeau (vous pouvez alors contacter les auteurs).
- Si vous supprimez le contenu mis en cause (vous pouvez préalablement contacter les auteurs),

argumentez précisément cette suppression dans la page de discussion
(un manque de référence n'est pas un argument ; une recherche réelle de référence doit avoir été effectuée, être formellement documentée).
 (mars 2021).
Ponce Pilate (en latin Pontius Pilatus, en grec ancien Πόντιος Πιλᾶτος, Póntios Pilátos), né à un endroit inconnu, vraisemblablement vers la fin du Ier siècle av. J.-C., est un citoyen romain membre de la classe équestre qui, à partir de 26, sous le règne de l'empereur Tibère, et durant dix à onze ans, a occupé la charge de préfet de Judée.
Il est essentiellement connu pour avoir, selon les Évangiles, ordonné la Crucifixion à l'issue du procès de Jésus, ce qui a conféré une notoriété exceptionnelle à ce simple gouverneur de province.
Il est renvoyé à Rome à la fin de 36 ou au début de 37, pour une raison inconnue, par le proconsul de Syrie Lucius Vitellius, afin de s'expliquer devant l'empereur. Après son arrivée à Rome, l'histoire perd sa trace.
La pauvreté des sources historiques a permis le développement de légendes et de traditions à son sujet, comme celles qui veulent qu'il ait été exilé, qu'il ait fini martyr à Rome ou encore qu'il se soit suicidé en Gaule, à Lyon ou à Vienne.
L'Église éthiopienne orthodoxe le vénère comme saint et martyr avec sa femme, tandis que les Églises grecques orthodoxes honorent seulement celle qui, selon la tradition chrétienne, aurait été son épouse sous le nom de Claudia Procula.

## Identité

### Nom de Pilate
Les textes qui permettent de savoir que le surnommé « Pilate » s'appelait « Pontius » se trouvent dans l'Évangile selon Luc (3:1), les Actes des Apôtres (4:27) et la Première épître à Timothée (6:13), œuvre due à des disciples de l'apôtre Paul.
En dehors du Nouveau Testament la même mention figure dans les Antiquités judaïques de Flavius Josèphe et dans les Annales de Tacite. L'inscription retrouvée à Césarée en 1961 ne comporte quant à elle que les dernières lettres du nom, mais n'introduit aucun doute sur le nom de ce préfet.
L'usage était les tria nomina, les trois noms du citoyen romain. Les deux premiers étaient le praenomen et le nomen, le troisième était le cognomen qui à l'origine était un surnom. Ce cognomen, « pilatus », a fait imaginer de manière fantaisiste qu'il avait eu un affranchi parmi ses ancêtres, le mot pilatus, « coiffé du bonnet rouge », s'appliquant en effet aux esclaves romains affranchis. Il fait référence avec plus de vraisemblance à une charge honorifique (« l'homme au javelot » ou « titulaire d'un javelot d'honneur », d'un pilum, arme emblématique du légionnaire romain) et suggère que ce titre « a pu être attribué au gouverneur de Judée en raison de ses exploits militaires » mais cela reste hypothétique.
Son prénom (praenomen) est inconnu.

### Préfet de Judée

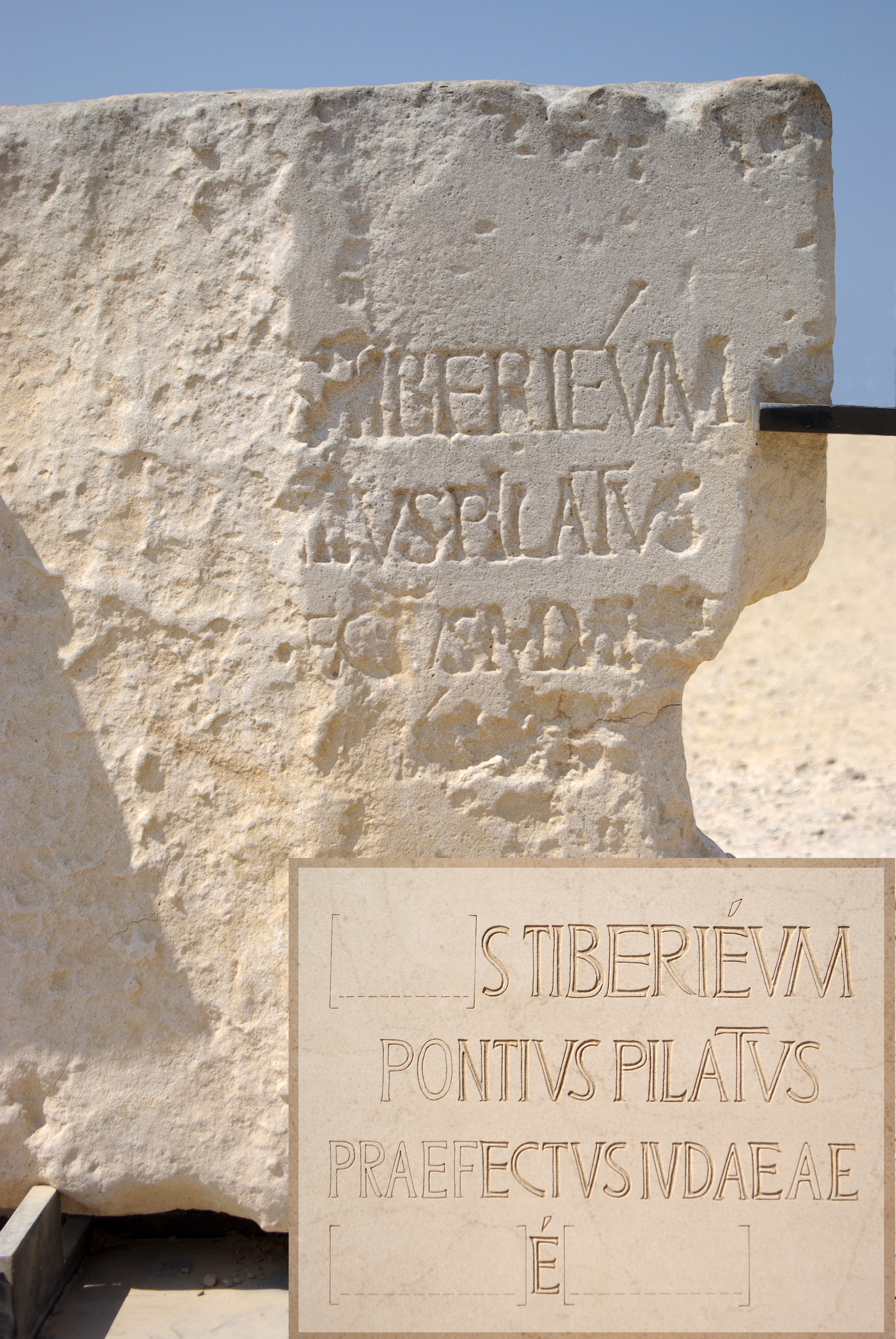
L'inscription de Césarée maritime sur laquelle figure partiellement le nom : [Po]ntius Pilatus (2e ligne).

Depuis la fin du XXe siècle, l'historiographie s'accorde à dire que le titre officiel de Ponce Pilate, comme pour les autres titulaires de la charge jusqu'au règne de l'empereur Claude (41 - 54), était praefectus, un grade militaire. Or, pendant des siècles, le titre attribué à Ponce Pilate a été celui de procurateur qui a pu sembler « inséparable de son nom » : en effet, tant les textes de Philon que les Antiquités judaïques de Josèphe qualifient Ponce Pilate d’épitropos (en grec, ἐπίτροπος), ce qui correspond au titre latin de procurator que l'on trouve dans les Annales de Tacite. On trouvait aussi ce même titre (ἐπιτροπεύοντος, procurateur) dans certaines versions du texte occidental du Nouveau Testament, comme le Codex Bezae, considéré comme une version antérieure de celle que nous connaissons. Ce titre se trouvait dans le second prologue de l'Évangile selon Luc. Dans les autres passages, les rédacteurs des évangiles utilisent quelquefois le terme grec d’hègémôn. Pour Jean-Pierre Lémonon, ce terme désigne « celui qui dirige », sans connotation officielle, et correspond au latin praeses.
La découverte en 1961 à Césarée d'une inscription attestant de la construction d'un sanctuaire dédié à l'empereur Tibère (le Tiberieum), à l'initiative d'un [Pon]tius Pilatus dont la titulature apparaît partiellement comme [præ]fectus Iudææ, a confirmé que Pilate ne portait pas le titre de « procurateur », qui ne s'impose que plus tardivement. Ainsi, le præfectus qui gouverne la Judée a non seulement la charge des fonctions administratives, militaires et juridiques, tant sur le plan civil que criminel, mais il s'occupe également de la levée des impôts, ce qui fait aussi de lui un « procurateur » – en latin, procurator – chargé des intérêts de l'empereur, et il semble que ce soit la dénomination qui soit restée à partir de l'époque de Claude « correspond[ant] à une évolution historique des gouverneurs de rang équestre ».

### Origines de Ponce Pilate
Ponce Pilate apparaît dans l'histoire envoyé par Tibère pour succéder à Valerius Gratus comme gouverneur de Judée. Aucun texte ne nous donne de renseignement sur ses activités antérieures,.
Si le prænomen de Pilate est inconnu, ses nomen et cognomen offrent la possibilité d'émettre des hypothèses sur ses origines. Son nomen renvoie à la gens à laquelle il appartient : peut-être le clan samnite assez connu des Pontii. Ponce Pilate est peut être le descendant de Caius Pontius, un aristocrate sabelliens qui s'est illustré lors des guerres samnites.
Des auteurs comme Pierre Comestor ou Pineda ont recueilli des traditions incertaines pour faire naître Pilate à Lugdunum (aujourd'hui Lyon) ou à Séville (où une tradition populaire fait de la Casa de Pilatos une copie de son prétoire romain). Selon l'Évangile apocryphe de Nicodème, il aurait épousé avec l'assentiment de Tibère une noble romaine connue sous le nom de Claudia Procula et identifiée, sans beaucoup de vraisemblance, à la petite-fille de l'empereur Auguste. Les spéculations fantaisistes sur l'origine de cette femme, que l'on suppose avoir appartenu à cette grande famille aristocratique, ont permis d'expliquer l'ascension sociale de son époux probablement issu de la bourgeoisie, puisque la comparaison avec les carrières d'autres chevaliers – notables bourgeois faisant partie des equites illustriores – permet de penser qu'il a exercé une activité d'ordre militaire avant d'être nommé préfet de Judée.

## Nomination

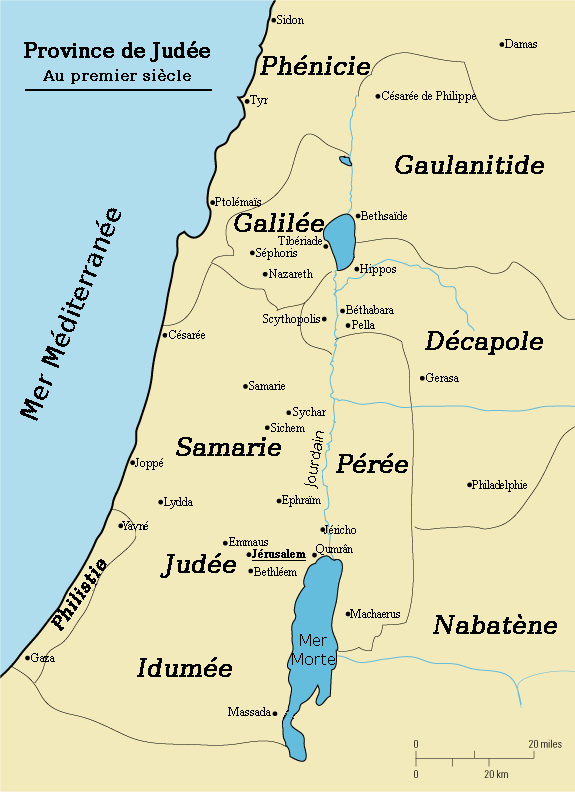
La Palestine au

Ponce Pilate est nommé préfet en 26, peut-être par Séjan, confident de l'empereur vieillissant Tibère (14-37) et puissant préfet du prétoire, sans qu'on en connaisse les motivations. Il prend la tête d'une province impériale d'un type particulier, généralement confiée à des membres de l'ordre équestre dont les gouverneurs ne reçoivent pas de l’empereur l’imperium proconsulaire, comme cela se fait pour des provinces impériales plus importantes ou pour les provinces sénatoriales. Certains chercheurs estiment que la Judée n'avait peut-être pas d'autonomie propre, constituant plutôt un district de la province de Syrie — dont le gouverneur est le seul à posséder l’imperium complet — sous l'autorité d'un légat chargé du commandement des troupes, de la justice et des impôts.
Succédant à Valerius Gratus — resté onze ans en fonction — Ponce Pilate est le cinquième des gouvernants romains qui se succèdent en Judée entre 6 et 36, tous issus de l'ordre équestre. Il est néanmoins le seul parmi eux dont la notoriété a traversé les siècles, notamment à travers les attestations de son contemporain Philon d'Alexandrie mais surtout des évangiles et des écrits de l'historien judéo-romain Flavius Josèphe. On peut noter que tous ces auteurs sont liés au judaïsme, car les auteurs des évangiles sont des judéo-chrétiens. Il existe également une attestation archéologique découverte en 1961 à Césarée, la ville dont ces dirigeants romains avaient fait le siège de leur administration au détriment de Jérusalem, probablement pour le luxe des palais hérodiens et les divertissements offerts par cette cité. En qualité de préfet, Ponce Pilate gouvernait donc une province où étaient stationnées des forces militaires.

### Fonction
Le poste qu'occupe Ponce Pilate, dans une région aux troubles et à l'insécurité permanents, est ingrat et redouté en même temps qu'il est sans prestige. Nombre de ses titulaires ne s'y maintiendront que très peu de temps mais certains, comme Pilate lui-même et son prédécesseur Valérius Gratus, restent plus de dix ans, jouant des antagonismes ethniques et opposant les forces autochtones, même si la politique romaine s'appuie sur les institutions préexistantes et les élites locales pour les faire fonctionner.
L'officier romain chargé du gouvernement de la Judée dirige son administration ainsi que les troupes auxiliaires cantonnées dans sa juridiction qu'il peut, en cas de nécessité, voir augmentées par un appoint de troupes de la province de Syrie. Il détient l'autorité juridique suprême, même s'il reste une certaine autonomie aux autorités juives en matière de droit civil et de droit pénal. Il est également habilité à frapper monnaie — généralement de pièces de bronze qui suivent le comput officiel de l'empire — et à collecter les impôts.
« Le préfet est détenteur de l'imperium ; seul lui peut permettre une exécution capitale »

### Contexte
Au Ier siècle de l'ère commune, la Palestine se trouve dans une situation politique complexe : depuis l'an 6 de notre ère et la déposition du souverain hérodien Hérode Archélaüs par Auguste, la Judée est passée sous administration romaine avec le rang de province « équestre », dépendant de l'empereur mais sous responsabilité directe du légat de Syrie. Cela signifie que l'imposition est effectuée directement, la première tâche de Quirinius et Coponius a d'ailleurs été d'effectuer un recensement des personnes et des propriétés (en l'an 6). En dehors de la Judée, de l'Idumée et de la Samarie, la Palestine est dirigée par des fils d'Hérode le Grand, soumis au pouvoir romain, avec le titre de tétrarque. De manière générale, pour une région qui change régulièrement de statut, la Palestine est, depuis le Ier siècle av. J.-C. et tout au long du Ier siècle, le théâtre d'agitations et de nombreux soulèvements motivés par différents facteurs — recherche d'amélioration des conditions sociales ou fiscales — sur fond d'attente eschatologique d'ordre prophétique qui poussent certains des habitants à une opposition radicale contre les autorités romaines.
Les soulèvements auxquels succèdent des provocations romaines, parfois inconscientes, maintiennent ainsi un climat insurrectionnel, qu'il convient cependant de relativiser : sous l'administration de Pilate et de son prédécesseur, la province paraît bénéficier d'une relative prospérité ainsi que semblent en témoigner la longueur de leurs administrations successives — s'étalant chacune sur plus de dix ans — ainsi que le règne des tétrarques Philippe (de -4 à 34) et Hérode Antipas (de -4 à 39).

## Préfecture
Bien que  les textes de Flavius Josèphe et de Philon d'Alexandrie divergent sur d'autres points, ils s'accordent à rapporter l'image détestable que Ponce Pilate laissa auprès des Juifs, et même au-delà de la Judée. Ainsi, dans Légation à Caïus, Philon d'Alexandrie raconte un épisode où les autorités juives menacent d'envoyer une plainte à l'empereur Tibère. Cela ne fait qu'accroître la colère de Pilate, car « il craignait que, si on envoyait des députés, on ne vînt à découvrir les autres méfaits de son gouvernement, ses vexations, ses rapines, ses injustices, ses outrages, les citoyens qu'il avait fait périr sans jugement, et enfin son insupportable cruauté ». Maints commentateurs actuels soulignent que ce portrait hostile reflète une opinion préconçue qui sert rétrospectivement à justifier le remplacement des procurateurs romains par Hérode Agrippa Ier. Le nouveau Testament dresse de son côté un portrait moins hostile du préfet, sans pour autant le présenter comme un modèle de la justice romaine.
Ainsi il convient de tempérer la façon qu'ont ces sources apologétiques, voire théologiques, chrétiennes ou juives — parfois influencées par leur particularisme communautaire — de noircir l'image du fonctionnaire. L'historiographie actuelle pose un regard plus nuancé : Pilate ne semble pas outrepasser ses prérogatives, soucieux avant tout de préserver l'ordre et les intérêts de Rome,. Si le pouvoir de Ponce Pilate repose sur la puissance militaire de l'empire, qu'à l'instar de tout gouverneur romain il n'hésite pas à déployer de temps en temps avec une « insensibilité dévastatrice », il faut noter que la présence romaine ne se manifeste que lors de la levée des impôts et de la construction des routes. La présence policière est minimale, essentiellement cantonnée au palais d'Hérode et à la forteresse Antonia.
Durant les dix à onze années du mandat de Pilate, on peut relever une série de six incidents entraînant des protestations plus ou moins graves et dont l'histoire a conservé la trace : dès l'année 26, celle de son arrivée, un incident concernant des images figurant l'empereur sur des enseignes romaines ; un incident dû à la construction d'un aqueduc financé avec le trésor du Temple ; un incident concernant des pièces frappées avec un symbole cultuel païen ; un épisode concernant les sacrifices sanglants galiléens ; une affaire anodine de consécration de boucliers dorés à Jérusalem prise pour un outrage ; et encore en 36, l'affaire mettant en scène un prophète samaritain se proclamant « nouveau Moïse ». On peut y ajouter les arrestations et exécutions de Jean le Baptiste et de Jésus de Nazareth, voire l’arrestation de Jésus Bar Abbas.

### Images à Jérusalem

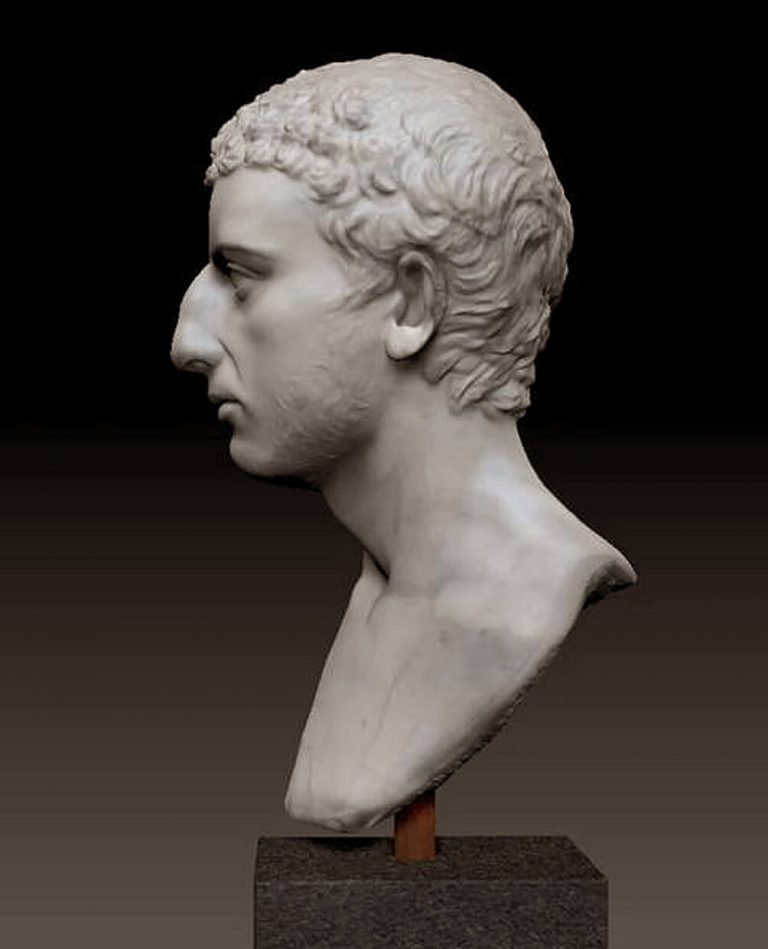
Buste romain supposé de Flavius Josèphe.

Dès sa nomination, Pilate commet un acte que les Juifs perçoivent comme une provocation. Il introduit de nuit à Jérusalem des enseignes et des effigies de l'Empereur, ce qu'aucun autre gouverneur n'avait fait avant lui. D'après Philon d'Alexandrie, cet interdit religieux avait été « jusqu'alors respecté par les rois et les empereurs ». Selon Flavius Josèphe, « Le jour venu, […] les habitants présents furent frappés de stupeur, voyant là une violation de leurs lois, qui ne permettent d'élever aucune image dans leur ville »,. Les habitants se précipitent alors à Césarée où les gouverneurs de Judée stationnaient. « Les Juifs s'ameutèrent autour de Pilate, à Césarée, pour le supplier de retirer les enseignes de Jérusalem et de maintenir les lois de leurs ancêtres ».
Si cet épisode est le même que celui rapporté par Philon, à ces protestations se joignent celles « des quatre fils » d'Hérode le Grand, notamment Antipas le tétrarque de Galilée et celui de la Trachonitide Philippe le Tétrarque et peut-être Hérode Boëthos. « On leur adjoignit les autres membres de la famille royale et tout ce qu'il y avait de hauts personnages pour le prier de renoncer à cette innovation. » Mais Pilate s'obstine. Alors les Juifs « se couchèrent autour de sa maison et y restèrent prosternés, sans mouvement, pendant cinq jours entiers et cinq nuits »,. Pilate convoque alors le peuple dans le grand stade au prétexte de lui répondre :
« Là, il donna aux soldats en armes le signal convenu de cerner les Juifs. Quand ils virent la troupe massée autour d'eux sur trois rangs, les Juifs restèrent muets devant ce spectacle imprévu. Pilate, après avoir déclaré qu'il les ferait égorger s'ils ne recevaient pas les images de César [l'empereur Tibère], fit signe aux soldats de tirer leurs épées. Mais les Juifs, comme d'un commun accord, se jetèrent à terre en rangs serrés et tendirent le cou, se déclarant prêts à mourir plutôt que de violer la loi. »
Finalement, « frappé d'étonnement devant un zèle religieux aussi ardent », Pilate n'exécute pas sa menace. D'après Philon, Tibère ayant été saisi par les fils du roi Hérode et par les autres hauts personnages, l'empereur ordonne à Pilate de retirer les enseignes problématiques. Elles sont alors rapportées à Césarée.
La plupart des critiques estiment toutefois que les récits de Flavius Josèphe et de Philon d'Alexandrie parlent de deux événements distincts, dont l'Incident des boucliers dorés.

### Construction d'un aqueduc

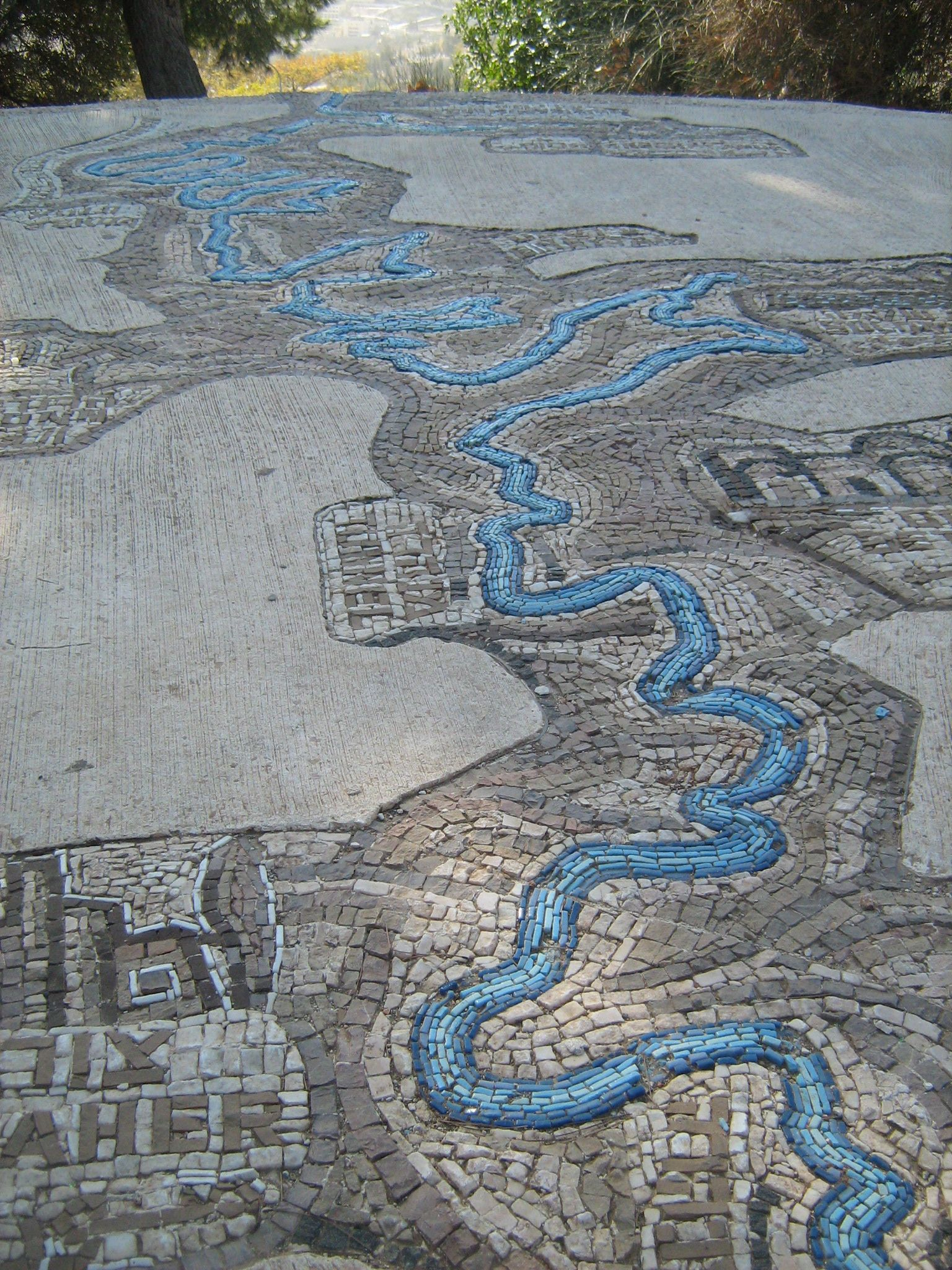
Carte en mosaïque des deux aqueducs, à Talpiot-Est, près du quartier général de l'ONU.

Flavius Josèphe rapporte également des troubles occasionnés « un peu plus tard », par la construction — ou la complétion — d'un aqueduc destiné à desservir Jérusalem en eau, financé par Pilate — en tout cas en partie — avec des fonds provenant du trésor du Temple. Ces ouvrages d'art étaient en effet fort onéreux, et celui de Jérusalem portait sur une distance de 200 à 400 stades.
Bien qu'il soit probable que le financement de l'ouvrage utile à la ville se soit fait en accord avec les autorités sacerdotales et le grand prêtre Joseph Caïphe, cette construction soulève le mécontentement populaire, pour des raisons qui restent difficiles à établir ; il semble néanmoins qu'il ait pu être occasionné autant par la nature des travaux d'eau et des raisons religieuses que par leur financement avec les biens du Temple. Quoi qu'il en soit, alors que l'ouvrage semble avancé dans sa construction, une protestation de la foule rassemblée — peut-être pour une cérémonie officielle comme une inauguration qui nécessite la présence de l'autorité — dégénère. Le fil des évènements qui suivent est divergent suivant les deux versions de Josèphe, mais en tout état de cause, le rassemblement est agressif et la foule de Jérusalem remontée contre le préfet. Pilate ne se laisse pas surprendre et maîtrise la situation par la ruse : la sédition est réprimée à coup de gourdins sur un signe du préfet par des soldats romains qui, préalablement dissimulés en civil au sein de la foule, occasionnent de nombreux morts et blessés.
L'épisode qui se termine tragiquement semble montrer une maladresse dans l'exposé des intentions de Pilate, qui place les habitants de Jérusalem devant le fait accompli mais révèle, si l'on suit le texte de Flavius Josèphe, « un gouverneur qui n'hésite pas à recourir à la force pour rétablir l'ordre compromis par ses initiatives » plutôt qu'« un homme assoiffé de sang ».

### Incident des boucliers dorés
Philon d'Alexandrie cite une lettre que le roi Agrippa Ier aurait écrite à l'empereur Caligula pour rapporter l'incident des boucliers dorés. Il est décrit de façon à inciter l'empereur à abandonner son projet de faire ériger sa statue dans le Temple de Jérusalem.

« Pilate, qui était procurateur de Judée, consacra à l’intérieur de Jérusalem, dans le palais d’Hérode, des boucliers d’or, moins pour honorer Tibère que pour déplaire au peuple. Ils ne portaient aucune image, ni rien qui fût expressément interdit, mais seulement une inscription contenant les noms de celui qui les avait dédiés et de celui auquel ils étaient consacrés. »

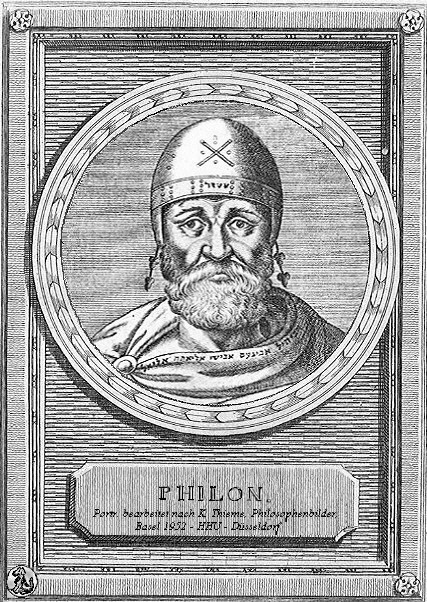
Philon d'Alexandrie.

Selon Jean-Pierre Lémonon, les termes grecs employés pour décrire ces boucliers montrent qu'il s'agissait d'objets consacrés religieusement, et qu'ils pouvaient porter une dédicace à l'empereur Tibère, avec « plein de sous-entendus religieux » et notamment « son lien de filiation avec Auguste dont la divinité était alors affirmée ». Toutefois, Lester L. Grabbe (en) estime que cette explication semble un trop faible argument pour que Philon l'utilise et n'explique pas vraiment pourquoi les Juifs étaient tellement en colère qu'ils sont allés se plaindre à l'empereur en personne.
À cette nouvelle « le peuple se rassembla et députa au procurateur les quatre fils du roi (Hérode) qui, pour le rang et la dignité, ne le cédait en rien aux rois ; on leur adjoignit les autres membres de la famille royale et tout ce qu'il y avait de hauts personnages pour le prier de renoncer à cette innovation »,.
Tibère, saisi par les fils du roi Hérode et par les autres hauts personnages, ordonne à Pilate de retirer les enseignes problématiques du territoire des Juifs. Elles sont alors installées à Césarée dans le Temple consacré à Auguste.
Cet incident, que les historiens situent après l'an 31,, est beaucoup moins grave que les répressions racontées par les deux auteurs juifs, puisque les boucliers ne comportaient pas d'image et que le peuple se contente de faire intervenir les grandes familles à ce sujet. Dans la lettre qui est rapportée par Philon d'Alexandrie, Agrippa veut montrer à Caligula combien Tibère, son père adoptif, a été respectueux des coutumes juives. Il met en parallèle l'attitude de Tibère à propos d'un incident bénin (puisque les boucliers ne comportaient pas d'image), avec ce que veut imposer Caligula (mettre sa statue dans le Temple), ce qui pour un Juif est la pire des provocations. À la suite d'Origène et d'Eusèbe de Césarée, certains auteurs pensent donc que cet incident est le même que celui des enseignes raconté par Flavius Josèphe (voir ci-dessus). Pour parfaire sa démonstration, Agrippa en aurait simplement atténué la gravité. Toutefois, selon l'historien Lester L. Grabbe, les critiques estiment généralement qu'il s'agit de deux événements distincts.

### Dernières années

#### Répression des Samaritains
En 36, Ponce Pilate fait réprimer avec célérité un rassemblement de Samaritains sur le mont Garizim. À l'instigation d'un homme qui, selon Flavius Josèphe, « considérait le mensonge comme sans importance et usait de toutes sortes de manœuvres pour plaire au peuple », les plus convaincus « prirent les armes » et s'installèrent dans le village de Tirathana pour accueillir la masse des samaritains et « faire en grand nombre l'ascension de la montagne ». Cet homme leur avait promis de leur montrer « des vases sacrés enfouis par Moïse »,.
La légende des vases sacrés était très répandue dans les milieux juif et samaritain au Ier siècle. Selon ces légendes, « ces instruments sacrés sont ceux qui permettent le vrai culte ». La découverte des ustensiles cachés et leur restauration apparaissent comme une fonction du prophète eschatologique. La tradition samaritaine y reconnaissait la manifestation du prophète eschatologique semblable à Moïse. Le rassemblement possédait donc une connotation messianique. Ce type de fièvre était de nature à inquiéter un gouverneur romain.
Dans tout le passage, Flavius Josèphe parle de cet homme qui semble s'être proclamé « nouveau Moïse », mais il n'en donne pas le nom. Ce nom pourrait toutefois avoir été conservé par Origène (Contre Celse, I, 57 et VI, 11), qui l'appelle Dosithéos. Pour Robert Eisenman et d'autres critiques, il pourrait s'agir de Dosithée de Samarie, qui selon les Pères de l'Église et la littérature chrétienne apocryphe, aurait succédé à la tête du mouvement de Jean le Baptiste après son exécution, car il était l'un de ses trente disciples. Pilate fait crucifier leurs chefs et les personnalités les plus en vue qu'il est parvenu à arrêter.
Selon la tradition des mandéens — la dernière communauté de Baptistes antiques qui existe encore aujourd'hui — et notamment dans le Haran-Gawaita, les mandéens placent leur départ de Palestine en 37-38, sous le règne d'Artaban III, à cause d'une répression qui aurait eu lieu peu de temps après la mort du Baptiste,. Pour Robert Eisenman, les indications de la tradition mandéenne sont cohérentes avec ce que décrit Flavius Josèphe, chez qui les exécutions du Baptiste et du rassemblement armé de Dosithée se suivent dans une période très brève. Le départ de cette branche de baptistes dans l'année ou dans les deux années suivantes est donc possible. Finalement, c'est Simon le mage qui aurait pris la tête des baptistes refusant de reconnaître Jésus comme Messie et qui avaient pu rester en Palestine. Selon la tradition talmudique, Dosithée échappe à la répression romaine, mais finit par mourir de faim dans une grotte de la région de Kaukab (15 km au sud-ouest de Damas). Kaukab aurait constitué aux Ier et IIe siècles une place forte des disciples de Dosithée et de Simon le mage.

#### Renvoi de Ponce Pilate à Rome

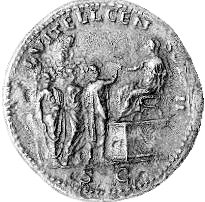
Pièce présentant Aulus Vitellius face à son père, Lucius Vitellius.

Lucius Vitellius est consul en 34. Nommé légat de la province romaine de Syrie par Tibère, il arrive dans sa province en 35. L'empereur lui a confié la délicate mission de gérer le conflit décisif contre les Parthes et leur roi Artaban III au sujet du contrôle du royaume d'Arménie et « de diriger toutes les révolutions qui se préparaient en Orient ».
La répression du rassemblement de Samaritains sur le mont Garizim, dont certains avaient pris leurs armes,, provoque une plainte de la part du conseil des Samaritains, qui envoie une délégation auprès de Vitellius (probablement à Antioche). Bien que du point de vue romain, il ait été du devoir de Pilate d'intervenir et que celui-ci ne semble pas avoir outrepassé ses droits dans cette affaire, Vitellius décide de son renvoi à Rome pour qu'il s'explique auprès de l'empereur de « ce dont l'accusaient les Juifs, », apparemment pour qu'il passe en procès devant Tibère. Pour Lester L. Grabbe, « la raison exacte pour laquelle [Vitellius] accepte ces accusations n'est pas claire », mais on constate qu'il les a acceptées,.
Pilate quitte sa charge pour Rome vers la fin de l'année 36 ou le début de l'année 37, au plus tard à la fin février, ainsi que l'envisagent la plupart des chercheurs. Vitellius envoie « un de ses amis » appelé Marcellus pour lui succéder, ou pour assurer l'intérim. C'est le seul cas où Flavius Josèphe, dans la désignation de la fonction du gouverneur de Judée, utilise l'expression epimeletes  (ἐπιμελητής), c'est-à-dire « préposé », « chargé de mission », ce qui est rare. Nous ne sommes donc pas certain que Marcellus avait vraiment les pouvoirs d'un préfet, il n'était peut-être qu'un fonctionnaire subalterne de Vitellius. « Pilate, après dix ans passés en Judée, se hât[e] vers Rome, obéissant aux ordres de Vitellius, qu'il ne pouvait pas rejeter. Mais avant qu'il atteigne Rome, Tibère le devance en quittant la vie ». Jean-Pierre Lémonon estime que l'on perd la trace historique de Pilate après cet épisode. Au moment où Ponce Pilate arrivait à Rome, Caligula, le nouvel empereur, tira de prison Agrippa Ier, le frère d'Hérodiade et lui octroya, outre le titre de roi, les territoires de Philippe qui venaient d'être l'enjeu de la guerre où l'armée d'Hérode Antipas avait été anéantie par celle du roi nabatéen, Arétas IV.
Vitellius vient à nouveau à Jérusalem à la Pâque 37,. À la fin de la fête, il destitue le grand prêtre Joseph Caïphe et nomme Jonathan ben Hanan pour le remplacer: « en nommant un nouveau grand prêtre, Vitellius aurait voulu satisfaire les Juifs, mécontents des bonnes relations passées entre Caïphe et Pilate ».

#### Le sort de Pilate
« P. L. Maier (en) a cru pouvoir affirmer qu'il n'y eut probablement pas de procès contre Pilate en raison de la mort de Tibère ». Selon Jean-Pierre Lémonon : « Les textes avancés par P. L. Maier ne manquent pas de pertinence, [mais] ils ne permettent pas cependant de définir avec certitude le sort de Pilate d'autant plus que la violence de la lettre d'Agrippa, rapportée par Philon […] invite à nuancer [ses] propos ». L'opinion d'Agrippa sous la plume de Philon d'Alexandrie est en effet sans équivoque, parlant de Pilate ; il écrit entre autres :

« Il craignait que, si on envoyait des députés on ne vînt à découvrir les autres méfaits de son gouvernement, ses vexations, ses rapines, ses injustices, ses outrages, les citoyens qu'il avait fait périr sans jugement, enfin son insupportable cruauté. »

« Philon utiliserait-il des propos aussi violents à l'adresse d'un fonctionnaire romain si celui-ci n'avait pas été officiellement blâmé pour son comportement en Judée ? »
Eusèbe de Césarée dit que Ponce Pilate n'a pas survécu longtemps à sa disgrâce et qu'il s'est suicidé (noyé dans le Rhône) après avoir été exilé à Vienne, la troisième année du règne de Caligula. Toutefois, la tradition éthiopienne — pour qui Pilatus est un saint chrétien — connaît le martyre de Pilate, qui aurait été exécuté à Rome. À cause de ces indications contradictoires, que l'on ne parvient pas à comprendre, après son arrivée à Rome, l'histoire perd sa trace.

#### Inflexion politique
Le mandat de Vitellius marque un retour à l'ordre en même temps qu'au travers d'une inflexion de la politique précédente, une volonté de conciliation envers les Juifs. Lors d'une première venue à Jérusalem, au cours de l'année 36, Vitellius prête attention à la demande de restitution des vêtements du grand prêtre que s’étaient arrogés les Romains à la suite d'Hérode. Cela leur conférait le contrôle des cérémonies qui se déroulaient au Temple de Jérusalem lors du jeûne du Kippour ainsi que lors des fêtes célébrées au cours des trois pèlerinages. Vitellius fait bon accueil à cette demande et annonce qu'il va écrire à Tibère à ce sujet.
Après avoir destitué Ponce Pilate, Lucius Vitellius vient à nouveau à Jérusalem à la pâque 37, « porteur de la réponse de Tibère et accorde la garde des vêtements aux Juifs ». Il se rend même au Temple de Jérusalem pour y sacrifier. Il annonce la remise de l'ensemble des impôts sur la vente des récoltes. À la fin de la fête, il destitue le grand prêtre Joseph Caïphe, probablement jugé trop proche de Pilate et nomme Jonathan ben Hanan pour le remplacer.
Cinquante jour après, lors de la fête de Chavouot (qui a donné naissance à la Pentecôte), il se rend à nouveau à Jérusalem. Cette fois, il est accompagné de deux légions car Tibère lui a donné l'ordre « de faire la guerre [au roi Arétas IV] et de le ramener enchaîné, s'il le prenait vivant, ou d'envoyer sa tête s'il était tué, pour le punir de la défaite qu'il avait fait subir aux armées d'Antipas l'automne précédent. Vitellius accepte alors que ses légions contournent la région de Jérusalem pour ne pas offenser la population par la vue des enseignes de ses légions au contraire de ce qu'avait fait Pilate. Il se rend à nouveau au Temple de Jérusalem pour y sacrifier, accompagné cette fois d'Hérode Antipas. Après la fête, il destitue à nouveau le grand prêtre qu'il venait à peine de nommer et lui substitue Théophile.
Quatre jours après la fête, arrive l'annonce de la mort de Tibère (mort le 17 mars 37). Le légat de Syrie fait alors acclamer Caligula et interrompt la campagne contre la Nabathée, attendant les ordres du nouvel empereur. Bien que Flavius Josèphe ne le relate pas, un terrain d'entente a probablement été trouvé avec les nabathéens et Arétas IV, car lorsque Agrippa Ier se rend dans ses territoires en été 38, son royaume de Bathanée qui correspond aux territoires de la tétrarchie de Philippe est libre de toutes troupes arabes. Comme le territoire de Damas passe sous le pouvoir d'Arétas IV à l'époque de Caligula, il est possible que son administration ait été concédé aux nabathéens en échange de leur retrait de la tétrarchie de Philippe.
Cette nomination d'Agrippa avec le titre de roi dès l'arrivée de Ponce Pilate à Rome (mars-avril 37), procède probablement aussi de cette inflexion politique. Non seulement Antipas n'aura pas ce territoire, mais l'année suivante, il sera lui-aussi démis de sa tétrarchie de Galilée-Pérée, envoyé en exil en Gaule et ses territoires ainsi que tous ses biens confisqués seront confiés à Agrippa.
Même en admettant que Vitellius ne s'est pas rendu lui-même à Césarée maritime pour destituer Ponce Pilate, si l'on suit Flavius Josèphe il s'est rendu trois fois à Jérusalem en à peine un an (d'un moment situé après la pessah 36 à la Pentecôte 37). Certains historiens, comme E. Mary Smallwood, estiment que ce n'est pas logique et tentent de regrouper deux de ses venues ensemble. Toutefois cette proposition ne rencontre pas une grande réception, les venues de Vitellius et les destitutions successives de Pilate et de deux grand-prêtres reflétant probablement une situation très tendue dans la province.

## Pilate dans les Évangiles
L'Évangile selon Luc (3,1) est le seul passage qui fournit des indications chronologiques qui permettent de savoir que le Pilate dont on parle dans les évangiles est Ponce Pilate. Dans toutes les autres parties des évangiles, le gouverneur romain est simplement appelé Pilate et jamais Ponce Pilate. Ce texte présente Ponce Pilate comme gouverneur de la provience romaine de Judée et le situe dans un environnement politique. « Or, en la quinzième année du règne de Tibère César, Ponce Pilate étant gouverneur de la Judée, […] la parole de Dieu vint à Jean (le Baptiste), le fils de Zacharie, au désert. » Cette précision chronologique, qui n'apparait que dans les années 80-90, correspond à l'année 28-29, et s'applique au début de la prédication de Jean le Baptiste.

### Répression dans le Temple
L'Évangile selon Luc évoque aussi des « Galiléens, dont Pilate avait mêlé le sang à celui de leurs victimes ». Ces « victimes » sont les animaux qui étaient sacrifiés à Dieu dans le Temple de Jérusalem. Ici, les Galiléens ne sont pas spécialement des habitants de Galilée, mais des membres du mouvement créé vers l'an 6, par Juda le Gaulanite (ou Judas le Galiléen), aussi appelé « quatrième philosophie » par Flavius Josèphe, ou des membres du mouvement Zélote.

### Pilate et Jésus

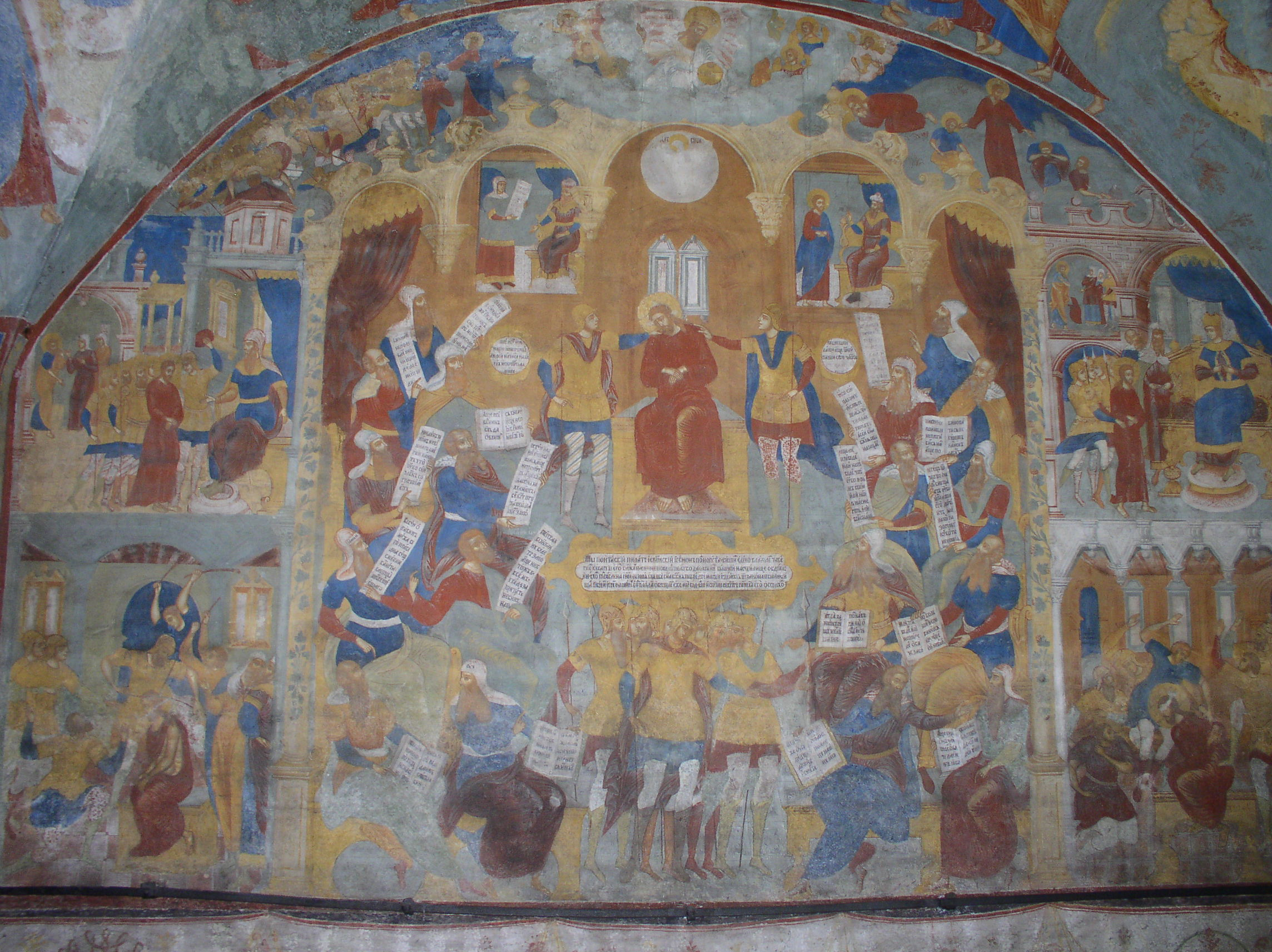
Fresques du procès de Jésus, église Saint-Jean-Baptiste de Iaroslavl.

Pilate est un homme cruel mais les évangiles en donnent une image adoucie. Les évangiles le présentent comme quelqu'un qui veut libérer Jésus « le roi des Juifs (Jn 18:39) », mais qui est contraint de le condamner par les autorités juives et la foule. Il se retrouve piégé et doit libérer Barabbas, un « brigand » inculpé pour émeute et meurtre, que Matthieu présente comme étant célèbre (Mt 27:16), plutôt que de libérer Jésus. Pilate estime qu'il est innocent (Jn 18:38).
Michel Quesnel fait remarquer que « déterminer qui porte la responsabilité de la mort de Jésus a des retombées politiques, religieuses et idéologiques […] Plus délicate encore que d'autres à propos de Jésus, cette question doit être étudiée par les chercheurs en faisant au maximum abstraction de leurs présupposés. »

#### Condamnation de Jésus de Nazareth

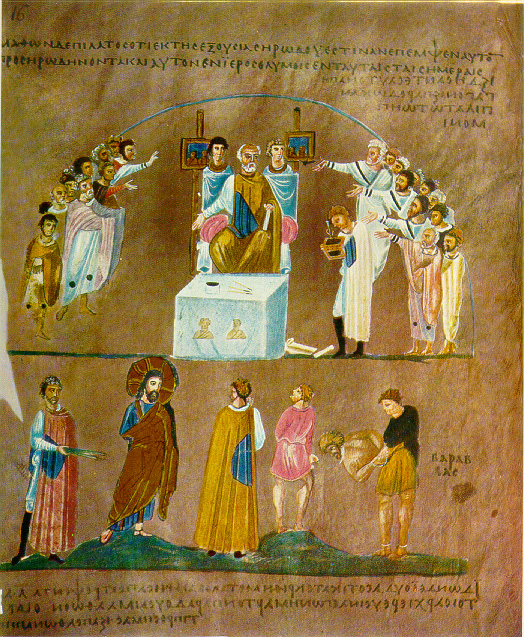
Le Christ devant Pilate, Codex purpureus Rossanensis, v. 550.

Les mentions ultérieures de Pilate dans les Évangiles se réfèrent toutes à la comparution de Jésus devant lui. Pilate est surtout connu comme juge au procès de Jésus, ce qui adonné une notoriété exceptionnelle à ce simple gouverneur de province. Son nom est mentionné dans les professions de foi des chrétiens. Les chapitres 27 de Matthieu, 15 de Marc, 23 de Luc et 18-19 de Jean relatent le renvoi de Jésus de la demeure du grand prêtre à Pilate, son interrogatoire, la pression de la foule, la libération de Barabbas.
Selon les évangiles synoptiques, Jésus est conduit devant Pilate par les responsables du Sanhédrin à la suite du « saccage du Temple » (Jésus ayant chassé les marchands du temple, selon Mc 11:15-19 et passages parallèles). Il « venait de se révéler pouvant être violent, et donc risquait de fragiliser l'équilibre précaire entre le monde juif toujours prêt à s'agiter et l'occupant romain. » Toutefois, dans l'évangile attribué à Jean, ce saccage du Temple (Jn 2:14-17) n'est pas le motif de l'arrestation de Jésus, car il a lieu plusieurs années avant que Jésus ne soit arrêté par une cohorte romaine dirigée par un tribun (Jn 18:12) qui n’est pas présente lors de l'arrestation relatée dans les synoptiques. La nuit précédant sa comparution, il avait été arrêté à Gethsémani, par une foule armée de bâtons et de glaives, envoyée par les grands prêtres, ou, suivant l'évangile selon Jean, dans un jardin anonyme par une cohorte dirigée par un tribun (Jn 18:12) « et des gardes détachés par les grands prêtres et les Pharisiens (Jn 18:3) ». Jésus avait été trahi par Judas. Selon l'évangile selon Matthieu, on le traîne alors dans la demeure du grand prêtre Caïphe (Mt 26:57) qui a convoqué de toute urgence le Grand Conseil ou Sanhédrin. Interrogé par le grand prêtre, Jésus reconnaît être « le Christ, le Fils de Dieu ». Dans l'évangile attribué à Jean, Jésus est d'abord interrogé par Anne « le beau-père de Caïphe (Jn 18:13) ». Anne l'envoie « alors, toujours lié, au grand prêtre, Caïphe (Jn 18:24) » et après le chant du coq (Jn 18:27), Jésus est mené « de chez Caïphe au prétoire (Jn 18:28) » (de Pilate) sans comparaître devant le Sanhédrin et sans avoir avoué être le Christ (le Messie). Dans les trois évangiles synoptiques, nous sommes le jour de Pâque (Pessah), alors que dans celui attribué à Jean, nous sommes la veille de cette fête.
Le pays étant occupé par les Romains, il faut obtenir un autre jugement, cette fois devant le tribunal du gouverneur (hegemon), Pilate, pour parvenir à une condamnation à mort, les Juifs ayant perdu le Ius gladii, « droit de glaive ». Il est accusé d'être le « roi des Juifs (Mt 27:11, Jn 18:33) ». Pilate l'interroge à ce sujet et Jésus répond « Tu le dis : je suis roi. » (Jn 18:37). Pilate déclare alors: « Je ne trouve en lui aucun motif de condamnation (Jn 18:38). » Croyant sans doute avoir trouvé le moyen d'épargner Jésus, il propose à la foule (Ecce homo) de libérer un prisonnier à l'occasion de la Pâque. « C'est pour vous une coutume que je vous relâche quelqu'un à la Pâque. Voulez-vous que je vous relâche le roi des Juifs ? (Jn 18:39) » Mais, contrairement à ce qu'il attendait, la foule crie « Libérez Barabbas » (PâLaT bar Abbas), cet autre prévenu dont Pilate aurait instruit le procès au même moment, présenté comme un émeutier.

« Et Pilate, voyant qu'il ne gagnait rien, mais que plutôt il s'élevait un tumulte, prit de l'eau et se lava les mains devant la foule, disant : Je suis innocent du sang de ce juste ; vous, vous y aviserez. »

Bien que reconnaissant l'innocence de Jésus, Pilate le livre pourtant au supplice de la croix, supplice romain et infâme, alors que les juifs utilisent la lapidation comme pour Étienne ou l'apôtre Jacques. Comme motif de la condamnation, il fait inscrire, selon l'usage romain, sur la croix le motif de la condamnation : « Jésus le Nazôréen, le roi des Juifs (Jn 19:19) » (INRI). Les grands prêtres protestent et lui demandent d'écrire plutôt : « Cet homme a dit : Je suis le roi des Juifs (Jn 19:21) », mais Pilate refuse en répondant « Ce que j'ai écrit, je l'ai écrit ». Pilate accorde le corps de Jésus à Joseph d'Arimathie et, dans l'évangile selon Jean, Nicodème s'associe à lui pour l'inhumer (Jn 19:34). Dans l'évangiles selon Matthieu], Pilate délègue aux autorités juives la garde du tombeau, ce qui, selon Marie-Françoise Baslez est contraire aux règles de la crucifixion romaine. « La responsabilité de la condamnation et donc de la mort de Jésus est entièrement rejetée sur des Juifs, ou sur les Juifs, expression désignant les instances dirigeantes de l'époque, même s'il est rappelé que c'est par ignorance qu'ils ont agi (Ac 3, 17 ; 1 Co 2, 8) » et que cela « a été réalisé par la main des impies ». « D'un autre côté, on constate le développement d'une tradition visant à minimiser toujours davantage la responsabilité de Pilate ». Des récits de la Passion tels qu'ils figurent dans le Nouveau Testament jusqu'à des pseudépigraphes comme l'Évangile de Pierre, on parvient « rapidement à la mise en place de la thèse du « déicide » telle qu'elle figure chez Justin de Naplouse (Dialogue avec Tryphon 16, 2-4) ».

#### La libération de Barabbas

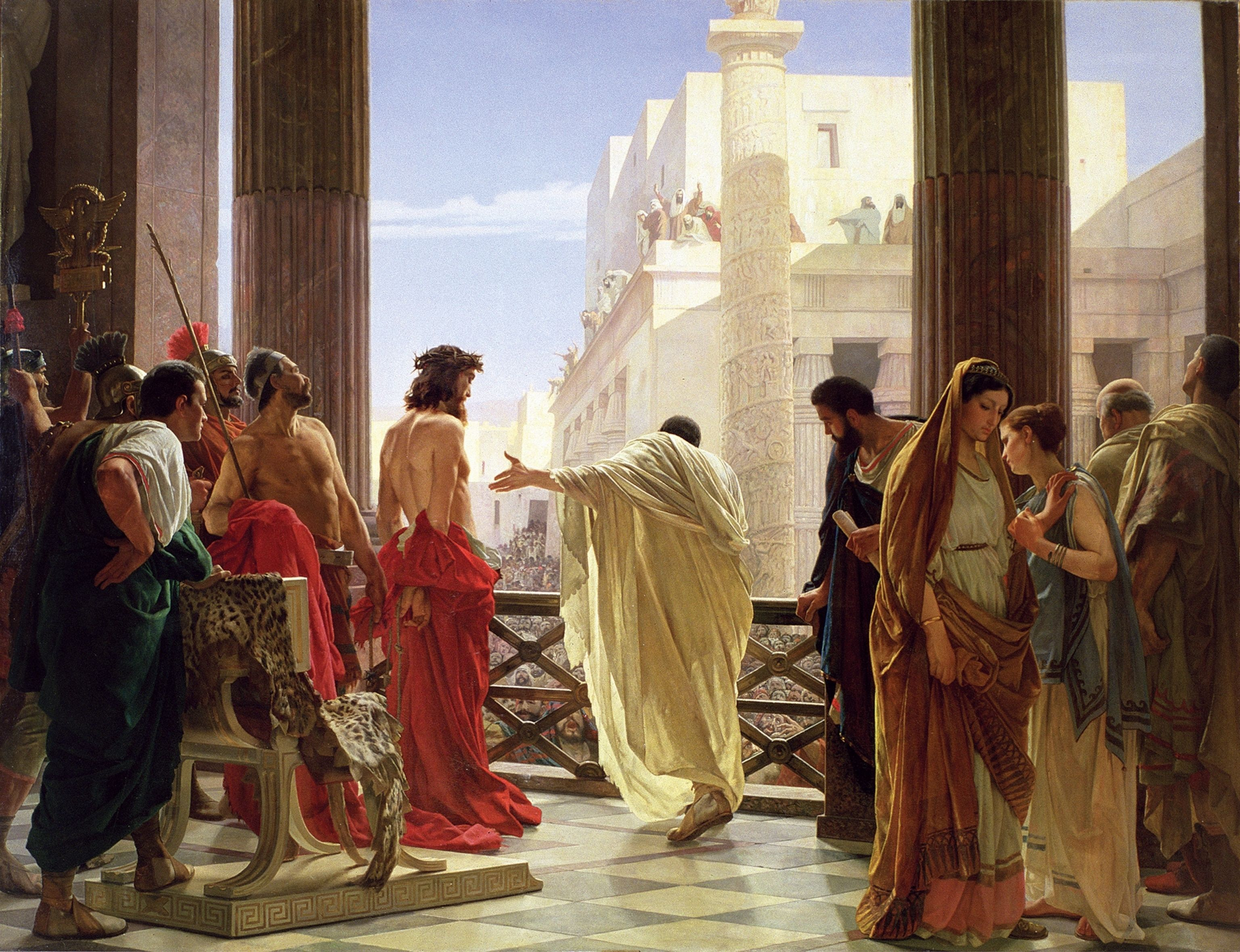
Ecce homo (Voici l'homme !), tableau d'Antonio Ciseri montrant Ponce Pilate présentant Jésus de Nazareth aux habitants de Jérusalem.

Barabbas est le personnage évangélique qui avec Judas Iscariot, a le plus interrogé les critiques, même si aucun consensus ne se dégage à son sujet. Il est mentionné dans une seule source, les évangiles et uniquement pour exonérer Ponce Pilate de la responsabilité d'avoir condamné Jésus de Nazareth à être crucifié. Or, bien que ce ne soit plus apparent aujourd'hui, ce personnage portait lui aussi le nom de Jésus. De plus, en araméen, bar Abbas signifie « fils du Père » qui semble être une référence à Jésus de Nazareth lui-même, puisque dans les évangiles, Jésus désigne souvent Dieu par « le Père » et qu'il y est crédité du titre de fils de Dieu, dont « fils du Père » est une forme plus populaire. 

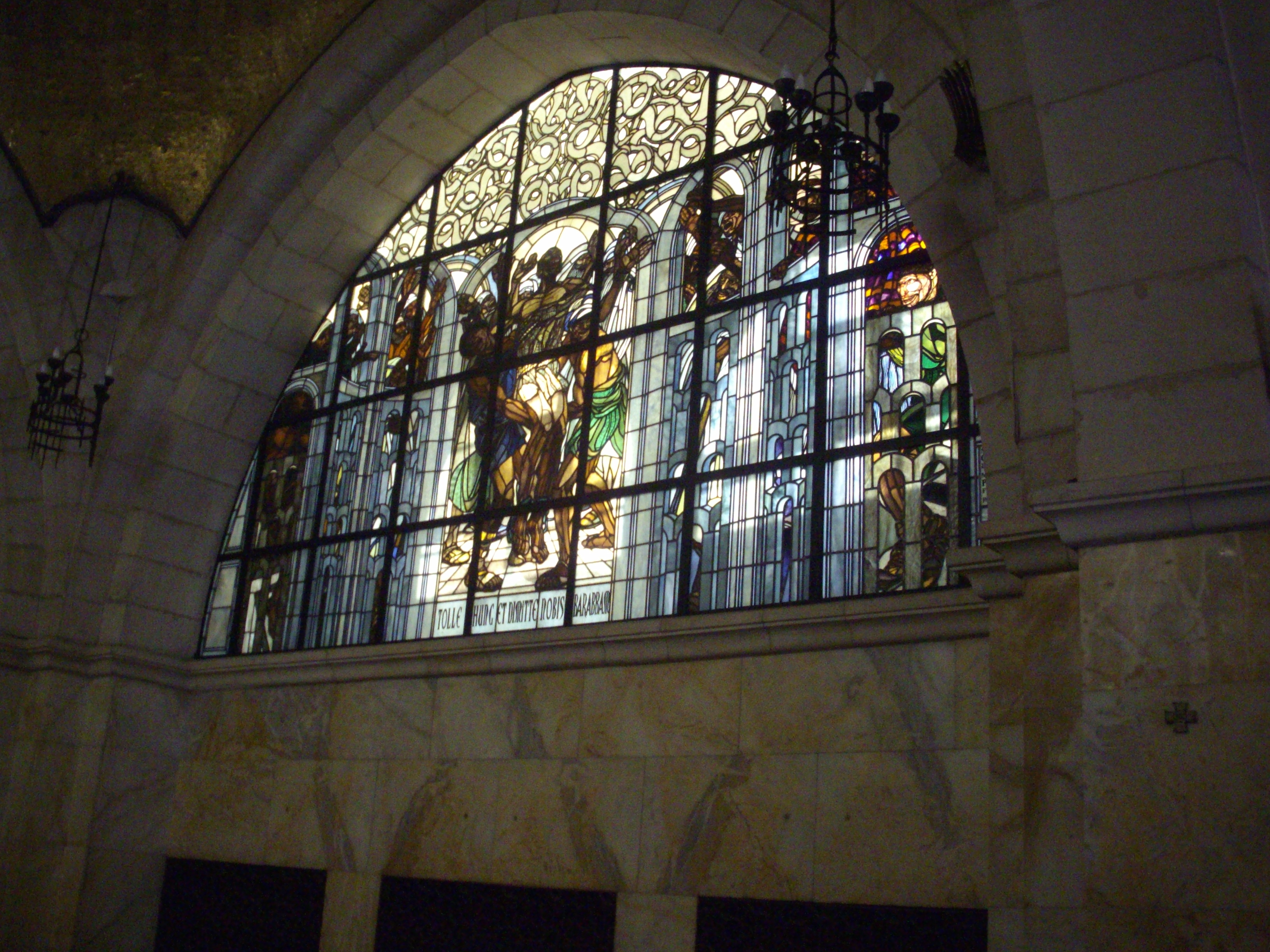
Vitrail de l'église de la Flagellation à Jérusalem : Le triomphe de Barabbas.

À la suite d'Alfred Loisy plusieurs critiques font un lien et notent la correspondance entre le récit de la passion de Jésus et le récit fait par Philon d'Alexandrie, pour un personnage appelé par dérision, non pas Barabbas mais Karabbas, acteur involontaire d'une parodie pour se moquer du nouveau roi juif Agrippa Ier en route vers son nouveau royaume et qui se déroule en été 38,, moins de deux ans après le renvoi de Ponce Pilate avec une procédure exceptionnelle (fin 36 / début 37).
Toutefois, pour Jean-Pierre Lémonon « ces explications ne prennent pas les sources au sérieux ». Il estime qu'il n'y a parmi les objections soulevées que des contradictions ou des développements apologétiques, ce qui ne disqualifie pas a priori un texte sur le plan de l'histoire. Pour lui, « l'épisode de Barabbas se trouve attesté dans les quatre évangiles ». De même, Raymond Edward Brown considère que « la critique invite, au moins, à reconnaître l'historicité de la libération d'un partisan armé nommé Barrabas » distinct de Jésus, sans lequel le récit tel que nous le connaissons aujourd'hui n'aurait pas pu se développer. À partir des récits de la Passion, « une tendance à accentuer le parallèle entre les deux personnages » a pu se dessiner, bien qu'ils n'aient pas été « nécessairement mis en concurrence par Pilate lui-même à la demande de « la foule ». »

#### Le privilège pascal
Le gouverneur romain était, selon les évangiles, obligé de relâcher le prisonnier que la foule désignait lors de la fête de Pessah. Il est appelé le « privilège pascal ». L'évangile selon Matthieu le décrit ainsi :

« À chaque Fête, le gouverneur avait coutume de relâcher à la foule un prisonnier, celui qu'elle voulait. »

La valeur historique du « privilège pascal » est très disputée. Sa réalité est mise en doute pour plusieurs raisons. D'abord, parce que dans tout l'Empire romain il n'est attesté dans aucun texte de quelque nature que ce soit. Les seuls textes qui en parlent sont les évangiles, puis dans les siècles suivants les récits de la Passion qui en ont été tirés.
Cette obligation semble presque invraisemblable pour un préfet de Judée. En effet, depuis la mort d'Hérode le Grand (-4), puis la prise de contrôle directe de la Judée par les Romains (+6), la Galilée, mais aussi la Judée et même parfois la Samarie, sont traversées de révoltes, alors que parallèlement des groupes appelés « brigands » par les Romains infestent le pays,; les motivations sociales et politiques de ces brigands étant perceptibles dans les récits de Flavius Josèphe. Une telle obligation pour un gouverneur de Judée aurait donc été à haut risque, car ces Galiléens, Sicaires, Zélotes ou « brigands » suscitaient souvent la sympathie de « la foule ». En tout cas, Flavius Josèphe, qui s'était proposé de noter tous les privilèges que les Romains avaient accordé aux Juifs, n'a pas cité ce privilège que Brandon estime tout à fait extraordinaire. Alors qu'il mentionne des dizaines de répressions et des centaines de crucifixions, Josèphe n'en profite à aucun moment pour donner un exemple de prisonnier relâché pour une raison de ce type dans les sept volumes de la Guerre des Juifs ni dans ceux des Antiquités judaïques correspondant à cette période.
Toutefois, pour Jean-Pierre Lémonon, le « privilège pascal » est explicitement mentionné dans trois des quatre évangiles, et l'évangile johannique lie directement la coutume de la libération d'un prisonnier et la fête de la Pâque. Pour lui, « l'épisode Barabbas enchevêtré à la mention du privilège pascal fait partie d'une tradition ancienne des récits de la Passion ; la tension, née de la présence romaine, offre un bon contexte historique soutenant l'existence de prisonniers détenus par le gouverneur romain et populaires au moins auprès d'une partie du peuple de Jérusalem. » L'existence d'un prisonnier nommé Barabbas distinct de Jésus semble être une donnée historique minimale« nécessaire pour que le récit tel que nous le connaissons aujourd'hui ait pu se développer. » De même, « il n'est pas impossible qu'à l'occasion de fêtes le gouverneur de Judée ait procédé à des libérations, c'était l'occasion de manifester à la fois la réalité du pouvoir romain et sa mansuétude ». Il admet toutefois, que « rien ne permet de parler de coutume. »

#### PilateversusPonce Pilate
Il y a une telle différence entre le Ponce Pilate décrit par Philon d'Alexandrie et Flavius Josèphe et la personnalité faible du Pilate « qui joue une partition hésitante dans le Drame de la Passion », que l'on peut parler de contradiction.

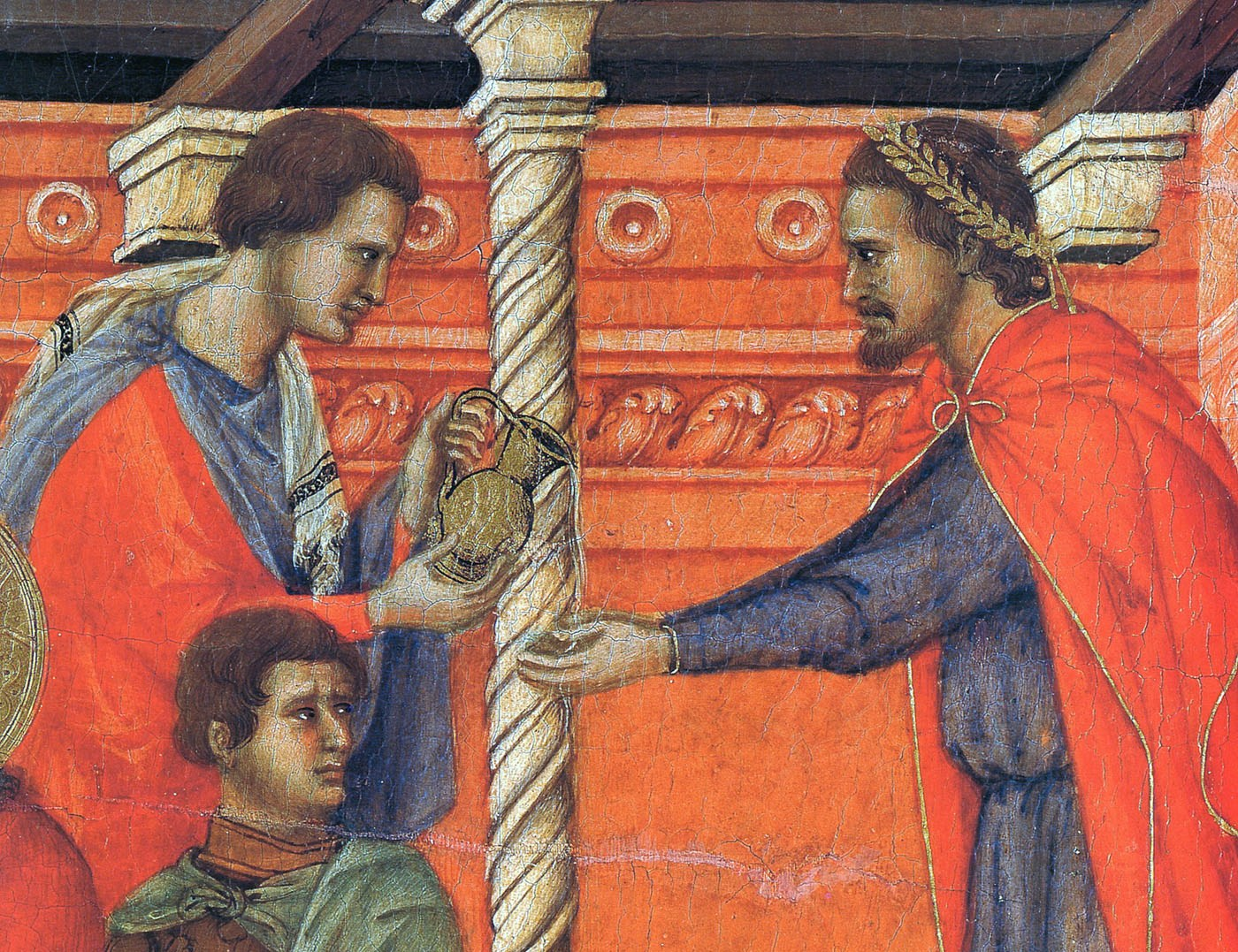
Lavement des mains par Pilate (Duccio).
Geste devenu proverbial quoique peu vraisemblable.

Vexations, rapines, injustices, outrages,, « dédain hautain pour les sentiments des autres », « les citoyens qu'il avait fait périr sans jugement et enfin son insupportable cruauté », sont les accusations émises contre Ponce Pilate par les auteurs séculiers. « Les évangélistes le décrivent sous un jour très différent : inspiré par les plus humaines et honorables intentions pour ceux qui sont sujets de son gouvernorat, il déploie tous ses efforts pour les persuader de se désister de leur folie, et quand il est finalement contraint par la nécessité d'accomplir une obligation amère, il se lave les mains » avant de livrer Jésus pour qu'il soit exécuté.
Jean-Pierre Lémonon ne nie pas cette « opposition entre les textes profanes et les textes évangéliques de la Passion en ce qui concerne le portrait de Pilate. » Selon lui toutefois, un changement profond aurait été entamé récemment et les études sur Pilate refuseraient désormais « cette opposition sans nuance entre un Pilate soi-disant brutal des sources profanes, et un autre, celui des évangiles, qui serait hésitant, voire débonnaire. »
Ce n'est donc pas seulement le « privilège pascal » qui a semblé improbable à la plupart des exégètes laïcs et des historiens, c'est aussi la façon dont, selon les évangiles, Pilate l'aurait appliqué. Curieusement, après que Jésus a affirmé « Tu le dis : je suis roi (Jn 18:37). » Pilate déclare alors: « Je ne trouve en lui aucun motif de condamnation (Jn 18:38). ». Or, s'il n'était pas un roi reconnu par l'empereur, cette prétention à la royauté est un crime de lèse-majesté, menaçant Rome et le pouvoir impérial et effectivement passible de mort.
En toute logique, Pilate persuadé que Jésus était innocent aurait dû le relaxer sans autre forme de procès, ce dont il avait tout à fait l'autorité nécessaire. Au lieu de cela on le voit recourir au subterfuge du « privilège pascal » qui va immédiatement se retourner contre lui. « De plus, quand les grands prêtres poussent la foule à exiger la liberté de Barabbas et contrecarrent ainsi ses intentions, il en est réduit à demander timidement à la foule: « Que ferais-je donc de celui que vous appelez le Roi des Juifs ? » ». Puis docilement il envoie l'innocent Jésus à la crucifixion parce que « la foule » le lui a demandé, alors que même en supposant que le « privilège pascal » existait, celui-ci parlait seulement de faire libérer un prisonnier et pas d'envoyer à la mort celui que « la foule » désignerait. Pilate aurait alors relâché Jésus Bar Abbas qui était un membre de la résistance très populaire et célèbre. Brandon fait remarquer qu'il s'agit là d'une conduite aberrante pour un gouverneur romain.

#### Évangile de Pierre
L'Évangile selon Luc est le seul à contenir un épisode où Pilate envoie Jésus se faire juger par Hérode. En suivant la tradition ecclésiastique, on estime que cet Hérode est Hérode Antipas, qui est d'ailleurs mentionné pour avoir fait exécuter Jean le Baptiste auparavant.
Un évangile attribué à l'apôtre Pierre, vraisemblablement daté du IIe siècle et déclaré apocryphe au VIe siècle, propose un fragment du récit de la Passion assez semblable aux synoptiques. Sa valeur documentaire est de même nature que les récits néotestamentaires, faisant cohabiter des souvenirs et des interprétations dictées tant par l'apologétique que par le souci de relayer les Écritures. Cette visée apologétique « innocente » Pilate, qui est présenté comme assez proche d'un Hérode portant le titre de roi, à l'instar de ce que décrit l'évangile selon Luc. On y retrouve la scène du lavement des mains de Pilate, qui n'est pas romaine, mais juive, et celle de la requête de Joseph d'Arimathie auprès du préfet pour prendre en charge la dépouille de Jésus, ce que Pilate lui accorde. Dans cet évangile, c'est « Hérode, le roi » qui prononce la sentence après le départ de Pilate.

## Pilate et Séjan
À la suite d'Eusèbe de Césarée et de saint Jérôme (IVe siècle) qui se référait à un texte de Philon d'Alexandrie, mais sans préciser lequel,, de nombreux critiques ont soutenu pendant des siècles que Pilate avait partie liée avec le confident de l'empereur et puissant préfet du prétoire Séjan hostile aux Juifs. Ainsi encore au début de la seconde moitié du XXe siècle, quelques critiques, à la suite de Ethelberg Stauffer soutenaient cette hypothèse,. Séjan aurait alors nommé Pilate dans l'idée de susciter une révolte juive et sa répression.
Selon cette hypothèse, les « provocations » ont lieu dans la première partie du gouvernorat de Ponce Pilate. Suivant cette tradition chrétienne antique, relayée par des critiques au début du XXe siècle, Ponce Pilate voulant complaire à Séjan, aurait délibérément orchestré « les provocations » pour précipiter une agitation juive à réprimer afin que Tibère lui concède plus de pouvoir. Indépendamment de cette hypothèse, Séjan obtient de facto plus de pouvoir à partir de 29, lorsque l'empereur âgé s'isole davantage sur son île de Capri.
Toutefois Séjan tombe en disgrâce — notamment sous l'influence d'Antonia Minor, fille d'Antoine qui protégeait le parti hérodien de Rome — et est exécuté en 31. Or les « provocations » de Pilate semblent se poursuivre au-delà de cette date. De plus, la politique de Tibère était de maintenir les provinces calmes et tranquilles. Pour Lester L. Grabbe, il est donc improbable que Pilate puisse avoir délibérément suscité des troubles quelle que soit la puissance du protecteur qu'il pouvait avoir. Ainsi, cette hypothèse ne semble plus soutenue aujourd'hui parmi la critique historienne ou dans l'historiographie récente,,.
Bien que leurs dates soient difficiles à déterminer, les historiens estiment que plusieurs des soi-disant « provocations » de Pilate décrites par Philon et Josèphe ont lieu après 31. Ainsi pour Jean-Pierre Lémonon, « après 31, deux événements ont eu pour Pilate des suites plus ou moins graves: lors de l'affaire des boucliers dorés, il est désapprouvé par l'empereur ; le massacre des Samaritains lui coûte sa place. Même si nous ignorons la décision de Gaïus (Caligula) à l'égard de Pilate, le fait est là : à la suite de cet incident, Pilate quitte la Judée. »

## Pilate dans l’archéologie et les textes antiques
Une bague-sceau a été découverte en 1969 sur le site archéologique d’Hérodion en Cisjordanie, et authentifiée par des chercheurs de l’Université hébraïque de Jérusalem comme « ayant un lien évident avec Ponce Pilate », selon le directeur des fouilles, Roi Porat. Sur cette bague, une inscription en lettres grecques composant le nom de Pilate entoure un cratère utilisé pour le vin. La bague n’est pas de facture raffinée et pourrait donc avoir appartenu à un membre moins important de sa famille ou de son administration, chargé d’appliquer le sceau à la place de Pilate.
Une inscription portant le nom de Ponce Pilate a été trouvée à Césarée maritime sur un théâtre érigé par le gouverneur en l’honneur de Tibère,.
Pratiquement aucun texte romain parlant de Ponce Pilate n'a été conservé. Seuls des textes juifs ou judéo-chrétiens le mentionnent : son nom apparaît dans les évangiles et dans la profession de foi du symbole des apôtres et du symbole de Nicée-Constantinople, pour indiquer que Jésus « a souffert sous Ponce Pilate ». Flavius Josèphe arrête son récit à son retour à Rome, épisode après lequel Pilate échappe à l'historien. La seule exception concerne Tacite qui, vers 115, le mentionne incidemment dans ses Annales, en rapportant la répression des christiani sectateurs de Christ qui avaient été livrés au supplice par le « procurateur » Ponce Pilate — ce qui est généralement considéré comme la première mention des chrétiens chez un auteur romain —, ces derniers ayant été accusés par Néron d'avoir incendié Rome (en 64).

### Les traditions chrétiennes
À partir du IIe siècle, les récits chrétiens sur Ponce Pilate sont, en revanche, très nombreux dont plusieurs posent d'importants problèmes de cohérence et de chronologie. En particulier à partir du IVe siècle, l'histoire de Pilate a généré toute une littérature apocryphe dont les trois éléments les plus connus sont les Acta Pilati (les « Actes de Pilates »), l'Anaphora Pilati (rapport de Pilate à Tibère sur la Passion du Christ), et la Paradosis Pilati, (martyre de Pilate par Tibère, suite de l'Anaphora Pilati).
Les Actes de Pilate chrétiens apparus vers la fin du IVe siècle donneront naissance à l'Évangile de Nicodème qui, bien que considéré comme apocryphe influenceront fortement la culture chrétienne occidentale.
Puisant vraisemblablement dans des traditions plus anciennes, leur première attestation conservée figure dans une Homélie sur la date de Pâques datant de 387 et dans un passage du Panarion d'Épiphane de Salamine. Selon ces traditions, Pilate se serait converti au christianisme et serait mort martyr puni par « César ». Dans la Paradosis Pilati, « César », « au terme du procès fait à Pilate, reproche à celui-ci d'avoir cédé aux exigences des « Juifs » et d'être en conséquence responsable des ténèbres qui se sont étendues sur toute la terre. Il ordonne à un haut personnage nommé Albius de décapiter Pilate. »

#### Les Actes de Pilate
Tertullien (mort en 220) mentionne dans deux passages de son Apologétique, un rapport dans lequel Ponce Pilate aurait raconté à Tibère « les miracles et la Passion, mais aussi la Résurrection et l'Ascension de Jésus »,. Ce rapport est aussi mentionné par Jérôme de Stridon dans sa Chronicon hieronymus, (c. 380), ainsi que la Chronicon Paschale,, puis par Moïse de Khorène dans son Histoire d'Arménie.

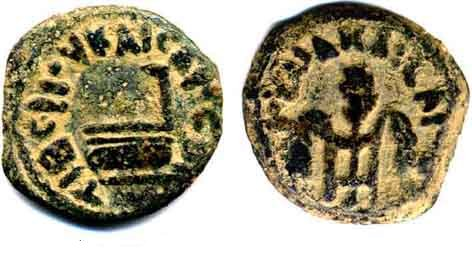
Monnaie en bronze frappée sous Ponce Pilate.
Revers: Inscription en grec TIBEPIOY KAICAPOC (Tibère Empereur) an 16 (29/30).
Avers : Inscription en grec IOYLIA KAICAPOC (Livie, la mère de l'empereur).

Selon Tertullien, Tibère « soumit au Sénat les faits qu'on [Pilate] lui avait annoncés de Syrie-Palestine, faits qui avaient révélé là-bas la vérité de la divinité du Christ, et il manifesta son avis favorable. Le Sénat n'ayant pas lui-même vérifié ces faits, vota contre. César persista dans son sentiment et menaça de mort les accusateurs des chrétiens. »
Eusèbe de Césarée (début du IVe siècle) mentionne également un « rapport » de Pilate à Tibère. Pour Eusèbe, Pilate « se fait le simple écho de ce qui s'est passé et se dit dans la province dont il a la charge » À la suite de ce rapport, Tibère aurait soumis au Sénat les faits qui révélaient la divinité du Christ en donnant son avis favorable pour que Jésus entre au Panthéon. On trouve aussi la même affirmation outre chez Tertullien et Eusèbe, chez Jérôme de Stridon, Moïse de Khorène, et dans plusieurs textes d'origine syro-édessienne regroupées sous le nom de « Légende d'Abgar », dont la Doctrine d'Addaïe,.
Edoardo Volterra estime que Tertullien se référait à un document authentique écrit par Ponce Pilate. La proposition de Tibère pour que Jésus entre au Panthéon est compatible avec les multiples sources (Tertullien, Eusèbe, Orose, Zonaras, Doctrine d'Addaïe, Jérôme de Stridon, Moïse de Khorène) qui font état de « la bienveillance de Tibère » envers Jésus et son message, tout au moins tel qu'il était compris par ses auditeurs sans culture hébraïque.
Pour Jean-Pierre Lémonon les critiques qui estiment que ce rapport a existé « majorent la notoriété du fait chrétien à ses débuts ». Il lui semble donc impossible de prendre en considération l'assertion de Tertullien, qui pour lui est « historiquement invraisemblable », et « il est possible qu'un apocryphe chrétien, antérieur à Tertullien, se présentait comme un rapport de Pilate à l'empereur ». Pour Simon Claude Mimouni : « les affirmations de Justin et de Tertullien selon lesquelles un document envoyé par Pilate à Tibère est conservé dans les archives impériales ne doivent pas être prises pour autre chose que des suppositions.». Pour George Ogg : « Que pendant les trois premiers siècles, ni les amis ni les ennemis du christianisme n'aient réussi à retrouver ce rapport, ne peut s'expliquer que d'une façon satisfaisante : ce rapport n'a jamais existé et n'existait pas. ». Pour Bart D. Ehrman il s'agit d'un « fiction évidente », et « la présence de la tradition [que Pilate était devenu chrétien] dans la référence de Tertullien à une correspondance n'inspire pas confiance dans le rapport, qui est complètement improbable en lui-même ». Pour Howard Hayes Scullard : « L'histoire du rapport sur la mort de Jésus que Pilate aurait envoyé à Tibère [...] est généralement rejetée comme dérivant des Actes de Pilate apocryphes ou d'autres textes de ce genre. De récentes tentatives d'établir son historicité n'ont pas rencontré beaucoup de succès». Pour Timothy Barnes : « le caractère complètement implausible de cette histoire ne devrait pas nécessiter d'argument ».Pour E. Mary Smallwood (en) il s'agit d'une légende improbable. Pour Helen K. Bond : « Qu'un tel document ait été écrit est extrêmement improbable - les gouverneurs romains n'avaient pas l'habitude d'envoyer à Rome des rapports sur toutes les crucifixions dans les provinces ».

#### Justin de Naplouse
Le premier auteur chrétien à parler d’Actes de Pilate, est Justin de Naplouse (ou Justin Martyr) qui vers 150 écrit à « l'Empereur, au Sénat et à tout le peuple », la première de ses deux apologies du christianisme. Il s'agit de prouver que les membres de l'Église n'ont rien à voir avec les juifs messianistes pour lesquels les Romains ont inventé le nom de chrétiens, qui à cette époque sonne comme une « qualification criminelle » .
Dans cette apologie, Justin mentionne à deux reprises des « Actes de Pilate » (des « Actes produits par Ponce Pilate », des minutes du procès de Jésus). Il ne s'agit pas de l'apocryphe chrétien dont nous disposons aujourd'hui. Pour Jean-Pierre Lémonon, il ne fait que conjecturer son existence, toutefois certains historiens font remarquer qu'il demande aux destinataire de sa lettre — l'Empereur et le Sénat — de vérifier dans ces « Actes », la véracité de ses dires. « En consultant les Actes de Pilate, les Romains auxquels Justin destine son œuvre, pourront vérifier la réalisation des prophéties dans les événements qui ont marqué la passion du Christ : (et que cela se produisit) vous pouvez l'apprendre dans les Actes produits par Ponce Pilate »,. Peut-on imaginer que Justin — qui a d'ailleurs fini exécuté comme « chrétien » — aurait pris le risque de renvoyer ses puissants destinataires à un texte qu'il n'avait pas lui-même lu ?

#### Tertullien
Dans l'Apologétique (v. 197), Tertullien fait état d'un « rapport » que Pilate aurait fait à Tibère sur les événements de Judée relatifs à Jésus et fait du préfet romain un « chrétien de cœur ». À la suite de ce rapport, Tibère aurait soumis au Sénat les faits de Judée « qui avaient révélé là-bas la vérité de la divinité du Christ » en donnant son avis favorable pour que Jésus entre au Panthéon. « Le Sénat n'ayant pas lui-même vérifié ces faits, vota contre. » Tibère « persista dans son sentiment et menaça de mort les accusateurs des chrétiens. » On trouve la même affirmation dans plusieurs textes d'origine syro-édessienne regroupées sous le nom de « Légende d'Abgar ».
Au début du XXe siècle, Salomon Reinach envisageait que le rapport dont parle Tertullien pourrait être le texte apocryphe connue comme la Lettre de Pilate adressée à l'empereur Claude mais considérait ce document comme un faux. Au milieu du XXe siècle Edoardo Volterra estimait que Tertullien se référait à un document authentique écrit par Ponce Pilate. Mais, au XXIe siècle, Jean-Pierre Lémonon souligne que ces critiques « majorent la notoriété du fait chrétien à ses débuts » et qu'il n'existe aucune attestation historique qu'un rapport du gouverneur à l'empereur ait été nécessaire dans le cas de l'exécution du type de celle de Jésus. L'attitude de Pline le Jeune qui s'enquiert 80 ans plus tard auprès de Trajan de la conduite à tenir envers les chrétiens tiendrait beaucoup plus aux traits de caractère de Pline qu'à la pratique courante. Il semble donc impossible de prendre en considération l'assertion de Tertullien - historiquement invraisemblable - pour écrire l'histoire.

#### Eusèbe de Césarée
Au début du IVe siècle, Eusèbe de Césarée mentionne également un « rapport » de Pilate à Tibère, sans que l'on puisse déterminer s'il s'agit du même que celui auquel faisait référence Tertullien dans son Apologétique (écrit vers 197). Mais pour Eusèbe, Pilate « se fait le simple écho de ce qui s'est passé et se dit dans la province dont il a la charge », alors que conformément aux Évangiles, Tertullien faisait de Pilate un « chrétien de cœur, ». Au contraire pour Eusèbe, « Pilate ne prend pas en compte ce qu'il rapporte. » Pour Jean-Pierre Lémonon, les écrits d'Eusèbe concernant « le rapport de Pilate » sont dépendants de l' Apologétique de Tertullien dont il donne d'ailleurs la référence explicite. Toutefois, Eusèbe « ne fait pas mention du texte de l' Apologétique qui présente Pilate comme un chrétien de cœur car il est également l'écho d'une tradition qui met en valeur le châtiment de Pilate. » En effet dans son Histoire Ecclésiastique, Eusèbe de Césarée s'appuie sur « les écrivains grecs qui nous ont laissé la suite des olympiades avec les événements survenus à leur date » pour mentionner que Ponce Pilate n'aurait pas survécu longtemps à sa disgrâce et se serait donné la mort alors que Caligula était empereur (37-41).
Eusèbe de Césarée mentionne aussi l'existence d'un texte qu'il appelle « Actes de Pilate et de notre Sauveur ». Selon lui, pour transformer les mentalités, l'empereur Maximin Daïa aurait fait rédiger des « Actes » de Pilate dirigés contre les chrétiens : « Dans les écoles, durant toute la journée, les enfants avaient à la bouche Jésus, Pilate et les Actes fabriqués par outrage »,. « On y retrouvait des thèmes classiques empruntés parfois aux polémiques entre chrétiens et juifs. Plusieurs attaques sont liées à la naissance de jésus : Jésus serait né hors des liens du mariage, il serait un fruit de la débauche ; ses parents ont fui en Égypte en raison de leur honte ; si Jésus était fils de Dieu, celui-ci n'aurait pas laissé massacrer des innocents lors de la naissance de son fils ». Les miracles de Jésus « étaient des actes de magie. Sa prétention à la royauté et son activité de malfaiteur l'ont conduit à la mort. La résurrection y était ramenée à une affirmation subjective, car comme déjà Celse l'affirmait, il n'était pas convenable que « le Ressuscité » ne se manifeste pas au plus grand nombre, en particulier à ses ennemis ».

#### La lettre dePilatusà Claude
La tradition chrétienne mentionne aussi une lettre qu'un gouverneur de Judée surnommé Pilatus aurait envoyée à l'empereur Claude. Ce texte apocryphe, lié traditionnellement à la passion des apôtres Pierre et Paul, constitue le dernier chapitre des Actes de Pilate.
Présente en sa version grecque dans les Actes de Pierre et Paul — un écrit daté du Ve siècle —, elle sert lors d'un interrogatoire de Simon le Magicien et des apôtres Pierre et Paul par l'empereur Néron à Rome. Présentée comme un document officiel, elle sert à appuyer « la réalité historique des miracles de Jésus et à confondre les prétentions mensongères de Simon ».
Dans ce texte le rapport de Pilatus est lié à un débat entre Pierre et Simon le Mage et produit ainsi un anachronisme en liant ce débat au règne de Claude alors que Pilate a gouverné sous Tibère.

## Légendes diverses

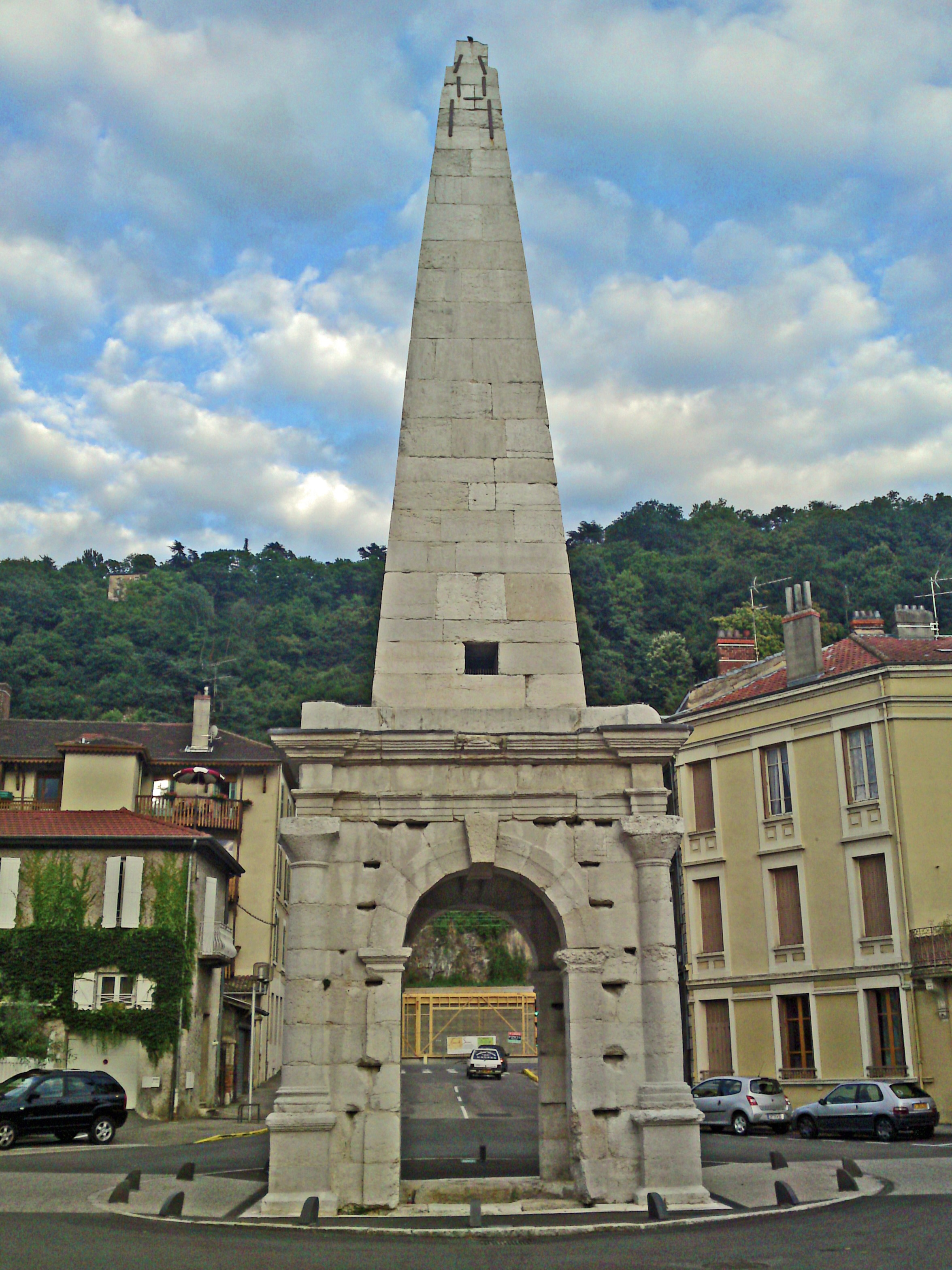
« Tombe de Pilate », connue sous le nom de pyramide de Vienne, seul monument antique égyptisant resté debout en France.

De nombreux autres récits existent. Selon le Mors Pilati (« Mort de Pilate », récit latin apocryphe qu’Anton Emanuel Schönbach (de) date du VIIe siècle), son corps fut d'abord jeté dans le Tibre. Les eaux réagirent si vivement aux esprits malins, que son cadavre fut conduit à Vienne et jeté dans le Rhône. Ici aussi les eaux réagirent et son corps dut être noyé dans le Léman à Lausanne. Selon cette tradition, le corps décomposé fut en dernier lieu enterré au pied du Pilatus qui domine Lucerne et le lac des Quatre Cantons. La légende veut qu'il soit gardé par un dragon, que chaque Vendredi saint, le corps émerge des eaux du lac et se lave les mains, et que c'est lui qui envoie de gros orages sur Lucerne,.
L'auteur dominicain Étienne de Bourbon popularise la légende du suicide de Ponce Pilate à Lyon et est le premier à évoquer la pendaison, puis l'abandon du corps dans le puits du mont Pilat (cette légende a suffi pour que l'étymologie populaire explique le nom du lieu) au sud-ouest de Vienne (une autre étymologie populaire en fait la « Via Gehenna », route de l'enfer). D'autres récits racontent qu'il se serait suicidé dans le Rhône à Vienne. Un monument de la ville, la « tombe de Pilate », en fait la pyramide marquant le centre du cirque romain, évoquerait ce récit.

## Culte
Pilate est un saint inscrit au martyrologe de plusieurs églises chrétiennes. Il est aussi mentionné comme saint ainsi que sa femme dans le Synaxaire éthiopien à la date du 25 du mois de Sanê. Pour Jean-Pierre Lémonon, cette mention « témoigne d'un courant traditionnel de cette église. »
L'Église éthiopienne orthodoxe célèbre donc Ponce Pilate comme saint et martyr. Il est reconnu comme martyr par la tradition copte. En Égypte, on peut parler d'une vénération de « saint Pilate » martyr à Rome. Selon cette tradition, il se serait converti en secret au christianisme, sous l'influence de sa femme Claudia Procula (ou Claudia Procla ou Abroqla). Ils sont tous les deux fêtés le 25 juin. Les Églises grecques orthodoxes honorent seulement cette dernière sous le nom de Claudia Procula.
Contrairement à Eusèbe de Césarée qui dit que Ponce Pilate n'a pas survécu longtemps à sa disgrâce et qu'il s'est suicidé après avoir été exilé à Vienne, la tradition éthiopienne connaît le martyre de Pilate, qui aurait été exécuté à Rome. Les textes appelés Anaphora Pilati et de Paradosi Pilati dans la tradition de la « Grande Église » sont en effet « connus sous plusieurs formes en arabe, notamment comme deux homélies de Cyriaque, évêque de Bahnasa (Oxyrrhynchos) ; ces homélies ont été traduites en éthiopien. » Ces homélies de l'évêque égyptien sur le « Martyre de Pilate » ont également suscité un grand intérêt dans le monde syriaque. Elles ont été traduites en « écriture carchunie » qui n'était pratiquée à partir du XIVe siècle que par des chrétiens arabes issus des milieux syriaques.
Les Églises orthodoxes de liturgie grecque honorent seulement Claudia Procula, le 27 octobre.

## Postérité

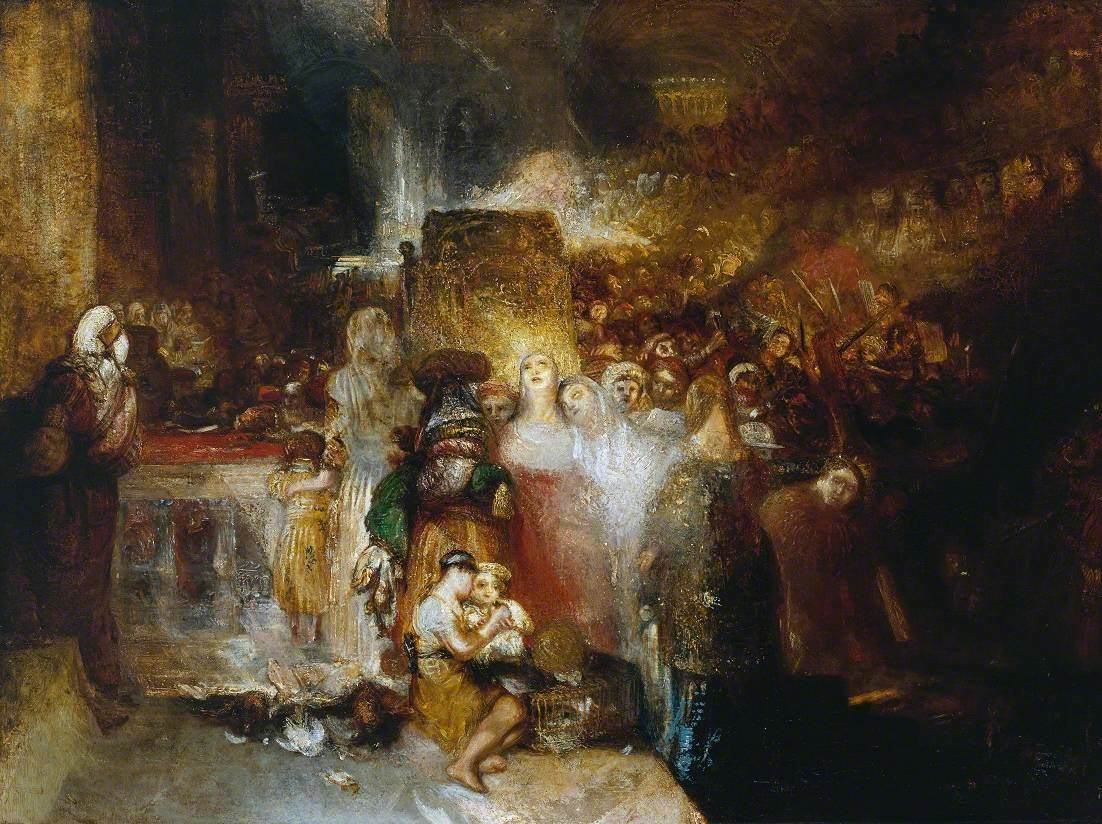
Pilate se lavant les mains,
William Turner, 1830,
Tate Britain, Londres.

Une peinture de William Turner représente Pilate se lavant les mains. C'est une huile sur toile présentée à la Royal Academy de Londres en 1830 et conservée à la Tate Britain.
En 1863, dans le propos attribué à Pilate dans l'évangile selon Jean, se demandant « qu'est-ce que la vérité ? » (Jn 18:38), Ernest Renan y a vu l'un des personnages les plus humains présentés dans les Évangiles, en raison de son doute sincère, en renvoyant la responsabilité sur « le vieux parti juif », faisant preuve ainsi de l'anti-judaïsme chrétien classique à l'époque.
Le personnage de Ponce Pilate a inspiré des œuvres telles que Le Procurateur de Judée d'Anatole France, le Ponce Pilate de Roger Caillois, uchronie dans laquelle Pilate gracie Jésus et transforme l'histoire du monde, ainsi que le récit de Jean Grosjean, Pilate, Gallimard, 1983. Ponce Pilate est également présent dans un chapitre du roman Le Vagabond des étoiles de Jack London. Le personnage principal du roman y fait la rencontre du procurateur de Judée peu avant que ce dernier n'ordonne l'exécution de Jésus de Nazareth. Ponce Pilate apparaît alors comme un personnage indécis, perdu dans ses idées, n'étant absolument pas certain du bien-fondé de l'exécution de Jésus, mais s'y résignant finalement à contre-cœur. Ponce Pilate est l'une des figures centrales du roman Le Maître et Marguerite de Mikhaïl Boulgakov, où il apparaît comme un personnage triste, profondément humain, accablé par sa charge et laissant crucifier Jésus à contrecœur.
Paul Claudel écrit, le 18 janvier 1933, un texte humoristique et truculent (extrait de Figures et Paraboles, Gallimard, 1936) où Ponce Pilate est présenté comme un fonctionnaire de pays chaud réveillé de sa sieste à 3 heures de l’après-midi, un certain vendredi pas encore saint mais déjà prometteur et qui justifie la mise à mort de Jésus au nom de la raison d'État et du désordre ambiant. Ce texte a été interprété par l'acteur Pierre Bertin avec la complicité de Jean-Louis Barrault. Pour le théâtre, en 1987, Ponce Pilate, procurateur de Judée de Jean-Marie Pélaprat, est mis en scène par Robert Manuel dans un spectacle pour croisière sur le Mermoz
Au cinéma, Ponce Pilate a fait l'objet de nombreuses incarnations dans des films sur la passion de Jésus : Jean Gabin dans Golgotha, Rod Steiger dans Jésus de Nazareth de Franco Zefirelli, Barry Dennen dans la comédie musicale Jesus Christ Superstar, David Bowie dans La Dernière Tentation du Christ de Martin Scorsese, Hristo Chopov dans La Passion du Christ de Mel Gibson ou Michael Palin dans La Vie de Brian de Monty Python. En 1962, Gian Paolo Callegari réalisa Ponzio Pilato évoquant la vie de Pilate avec Jean Marais dans le rôle du préfet de Judée.
Dans le livre Le Frère de sang d'Éric Giacometti et Jacques Ravenne, les auteurs se moquent des fantasmes de complot judéo-maçonnique en brodant sur le fait que Pilate est présenté comme un franc-maçon qui a comploté avec les Juifs pour crucifier Jésus.